# 12. Oktober
Der 12. Oktober ist der 285. Tag des gregorianischen Kalenders (der 286. in Schaltjahren), somit bleiben 80 Tage bis zum Jahresende.

## Ereignisse

### Politik und Weltgeschehen
- 0166: Der römische Kaiser Lucius Verus feiert in Rom einen Triumphzug zum Ende der Partherkriege.
- 0633: Nördlich von Doncaster in England findet die Schlacht von Hatfield Chase zwischen einem northumbrischen Heer unter König Edwin und einer vereinigten Streitmacht des Königreichs Gwynedd unter Cadwallon ap Cadfan und Mercias unter Penda statt. Sie endet mit einer vernichtenden Niederlage für Northumbria, König Edwin und sein Sohn fallen.
- 1398: Mit dem Vertrag zu Salinwerder schließen der Deutsche Orden und das Großfürstentum Litauen einen Friedens- und Grenzvertrag zur Beendigung ihrer Konflikte.

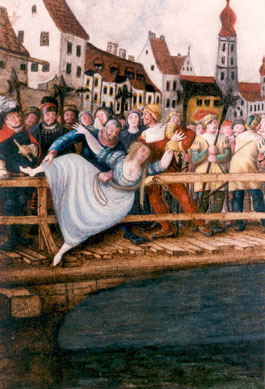
1435: Tod Agnes Bernauers

- 1435: Herzog Ernst von Bayern-München lässt die Geliebte seines Sohnes Albrecht, die Baderstochter Agnes Bernauer, verhaften und bei Straubing in der Donau ertränken. Er befürchtet, dass die Mesalliance die Erbfolge gefährden kann.
- 1453: Das bislang englisch regierte Herzogtum Guyenne wird von Frankreich eingenommen und später Teil der Domaine royal.
- 1459: In der Schlacht von Ludlow erleiden die Yorkisten unter Richard Plantagenet ihre schwerste Niederlage der Rosenkriege gegen Heinrich VI. aus dem Haus Lancaster.

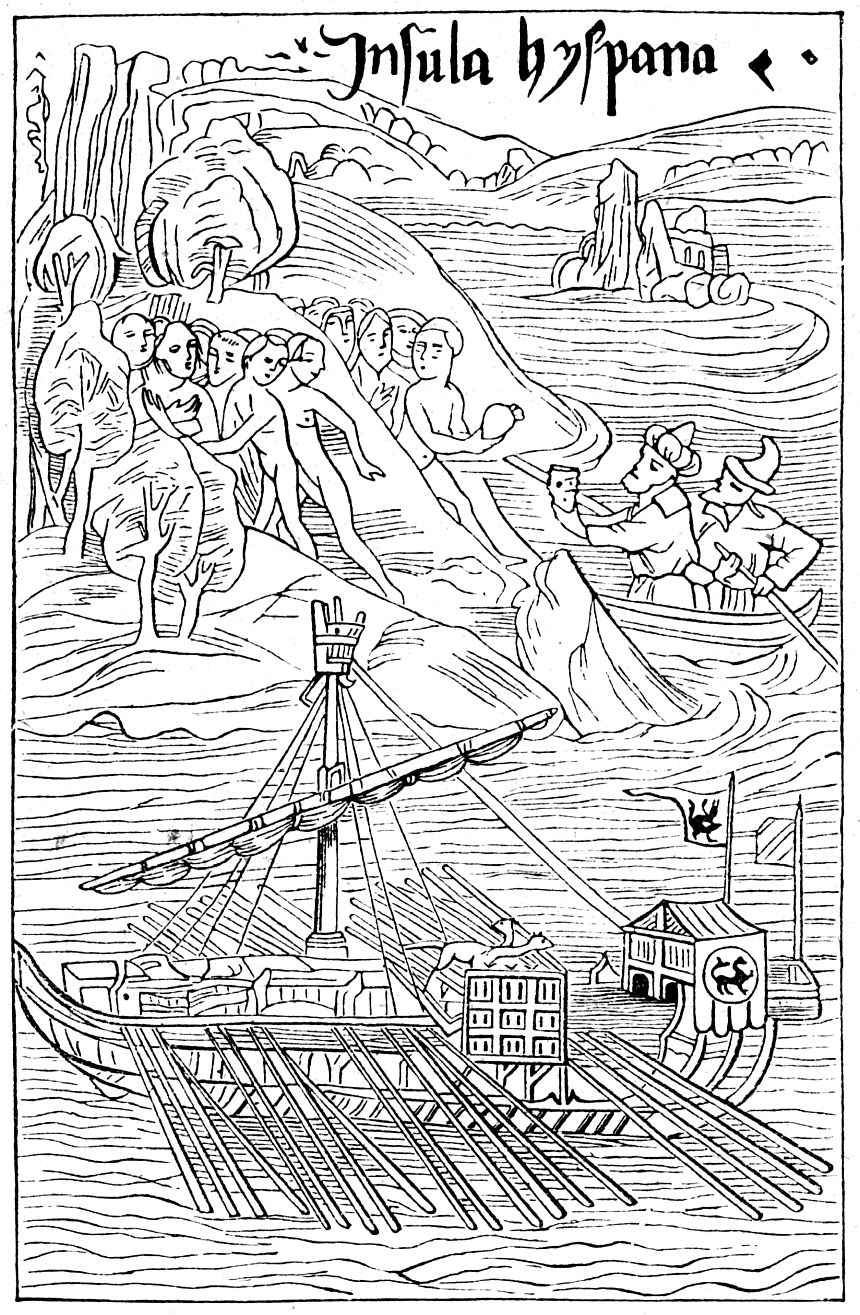
1492: Kolumbus landet auf Guanahani

- 1492: Entdeckung Amerikas: Christoph Kolumbus geht auf der Insel Guanahani auf den heutigen Bahamas an Land und nennt die Insel San Salvador.
- 1576: Rudolf II. wird deutscher Kaiser.
- 1711: Karl VI. wird in Frankfurt am Main zum römisch-deutschen Kaiser gewählt.
- 1814: Das Kurfürstentum Braunschweig-Lüneburg erklärt sich auf dem Wiener Kongress selbst zum Königreich Hannover.
- 1822: Kronprinz Peter von Portugal wird zum ersten Kaiser von Brasilien ausgerufen.
- 1890: Ein Parteitag der Sozialistischen Arbeiterpartei Deutschlands beschließt in Halle (Saale) die Umbenennung der Organisation in Sozialdemokratische Partei Deutschlands.
- 1899: Nach der Kriegserklärung kommt es zu ersten Kampfhandlungen im Burenkrieg.
- 1907: Karl Liebknecht wird wegen seiner Schrift Militarismus und Antimilitarismus zu eineinhalb Jahren Festungshaft verurteilt.
- 1917: Im Rahmen der Dritten Flandernschlacht während des Ersten Weltkriegs beginnt die erste Passchendaele-Schlacht.
- 1929: Während des Sowjetisch-chinesischen Grenzkriegs startet die Rote Armee eine Großoffensive in der Mandschurei.
- 1932: Die Flagge der Hispanität wird im Rahmen der 7. Panamerikanischen Konferenz angenommen.
- 1946: Die Kontrollratsdirektive Nr. 38 macht detaillierte Regelungen zur Entnazifizierung, die zuvor nur in der amerikanischen Besatzungszone gegolten hatten, für alle Besatzungszonen in Deutschland verbindlich.
- 1949: Der Deutsche Gewerkschaftsbund (DGB) wird in München gegründet.
- 1955: In Paris wird die Internationale Organisation für das gesetzliche Messwesen gegründet.
- 1960: Der UdSSR-Premier Nikita Chruschtschow sorgt für einen Zwischenfall in der UN-Generalversammlung: Von der Rede des philippinischen Gesandten Lorenzo Sumulong zur Entkolonialisierung und bürger- und menschenrechtlichen Lage in Osteuropa erzürnt, schlägt er mit einem seiner Schuhe mehrfach auf seinen Tisch.
- 1968: Äquatorialguinea erlangt nach einer Volksabstimmung die Unabhängigkeit von Spanien.
- 1971: Beginn der Festlichkeiten der 2500-Jahr-Feier der Iranischen Monarchie, die bis zum 16. Oktober andauern.
- 1973: Die Vereinigten Staaten starten die Operation Nickel Grass zur Versorgung Israels mit Kriegsmaterial im zuvor ausgebrochenen Jom-Kippur-Krieg.
- 1976: Nach dem Rücktritt des hessischen Ministerpräsidenten Albert Osswald infolge des Helaba-Skandals wird Holger Börner vom Landtag mit vier Stimmen Vorsprung gegenüber Alfred Dregger zum Nachfolger gewählt.
- 1984: Die IRA zündet eine Bombe im Grand Hotel in Brighton, wo sich die britische Premierministerin Margaret Thatcher und ihr Kabinett aufhalten. Fünf Menschen werden getötet, 32 verletzt.
- 1990: Der CDU-Politiker Wolfgang Schäuble wird bei einer Wahlkampfveranstaltung niedergeschossen. Schäuble ist seitdem vom dritten Brustwirbel an abwärts gelähmt.
- 1993: Der Vertrag von Maastricht wird vom Bundesverfassungsgericht im Maastricht-Urteil gebilligt, doch muss der deutsche Gesetzgeber bei der Umsetzung Auflagen im Hinblick auf die demokratische Legitimation der Europäischen Union beachten.
- 1997: In Kamerun wird Paul Biya im Amt als Staatspräsident bestätigt.
- 1999: Pervez Musharraf ergreift mit einem Militärputsch die Macht in Pakistan. Premierminister Nawaz Sharif wird unter Hausarrest gestellt.
- 1999: Nach Berechnungen der Vereinten Nationen überschreitet die Weltbevölkerung die Marke von sechs Milliarden Menschen.

2000: Loch in der Bordwand der Cole nach dem Anschlag

- 2000: Der im Hafen von Aden, Jemen, vor Anker liegende US-amerikanische Zerstörer Cole wird durch einen Sprengstoffanschlag der al-Qaida schwer beschädigt, 17 Menschen kommen ums Leben.

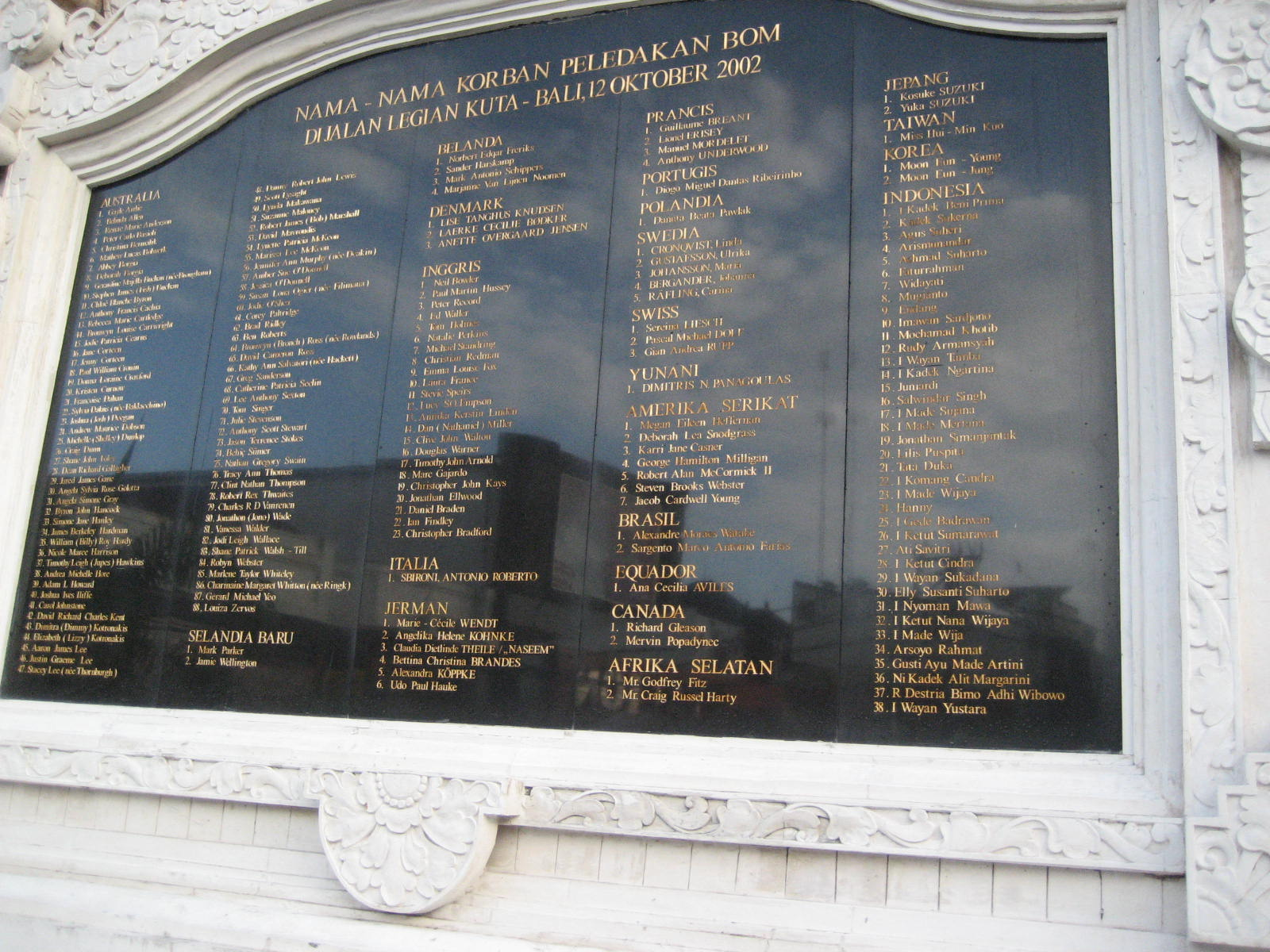
2002: Gedenktafel des Anschlags

- 2002: Bei Sprengstoffattentaten in Kuta, Bali, werden 202 Menschen, vor allem australische Touristen, getötet und 209 weitere zum Teil schwer verletzt.
- 2012: In Oslo wird der Europäischen Union der Friedensnobelpreis zuerkannt.

### Wirtschaft
- 1808: In Brasilien entsteht mit der gegründeten Banco do Brasil das erste Kreditinstitut des Landes. Der portugiesische König Johann VI. will damit den Exilaufenthalt seines Hofes finanzieren.
- 1847: Werner von Siemens gründet zusammen mit Johann Georg Halske die Telegraphen-Bauanstalt von Siemens & Halske in Berlin.
- 1887: Das japanische Unternehmen Yamaha Corporation wird gegründet. Bekannt wird es vor allem durch seine Musikinstrumente und HiFi-Systeme.
- 1929: Das Warschauer Abkommen über die Beförderung im internationalen Luftverkehr, Vorläufer des Montrealer Übereinkommens von 1999, wird unterzeichnet.

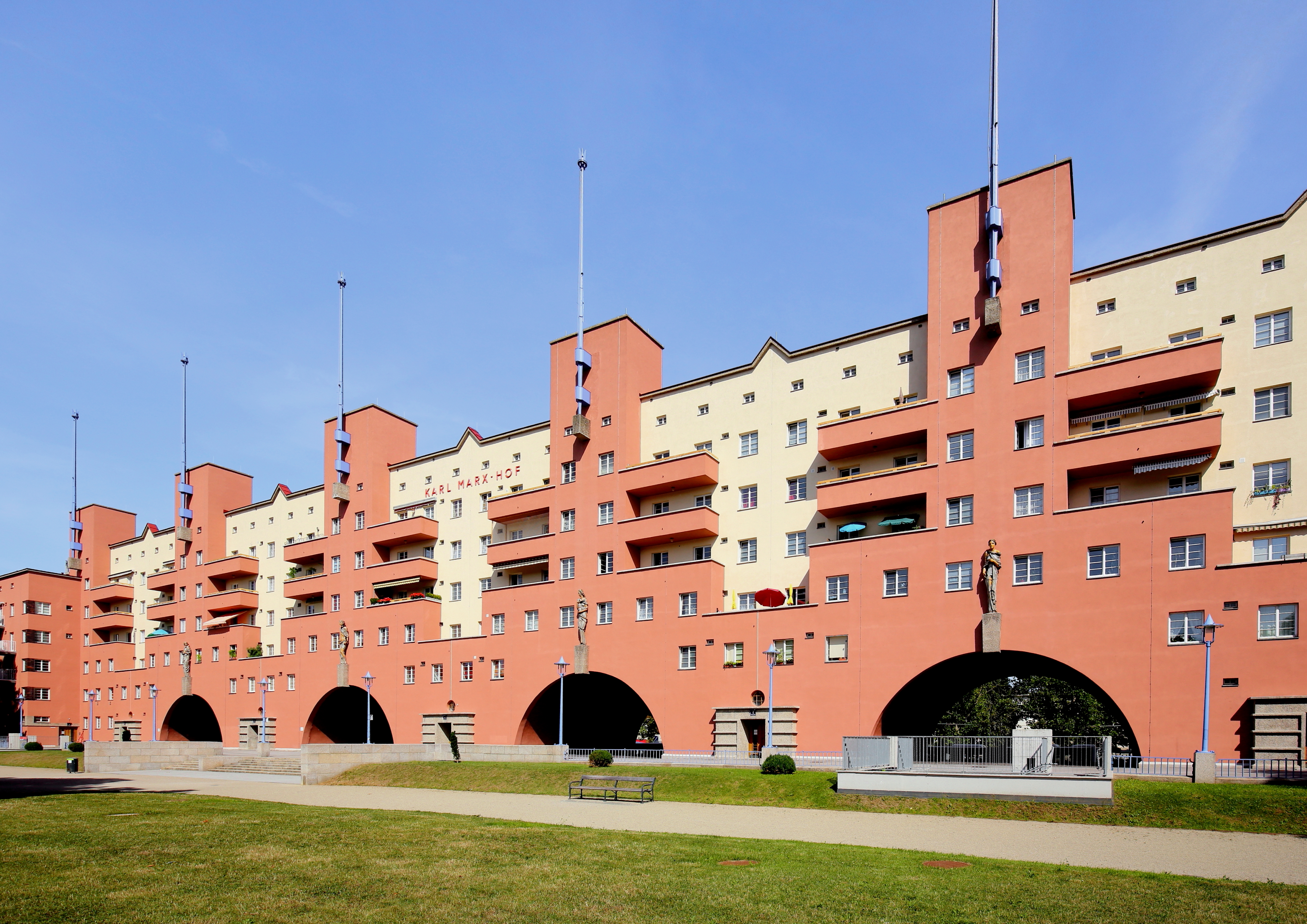
1930: Der Karl-Marx-Hof

- 1930: Der Karl-Marx-Hof in Wien-Heiligenstadt, der weltweit längste zusammenhängende Wohnbau, wird von Bürgermeister Karl Seitz eröffnet.

### Wissenschaft und Technik
- 1910: Die Wiener Psychoanalytische Vereinigung wird im Haus von Sigmund Freud in Wien offiziell gegründet.
- 1924: Hugo Eckener startet mit seinem Luftschiff LZ 126 zur ersten Atlantiküberquerung eines Zeppelins.

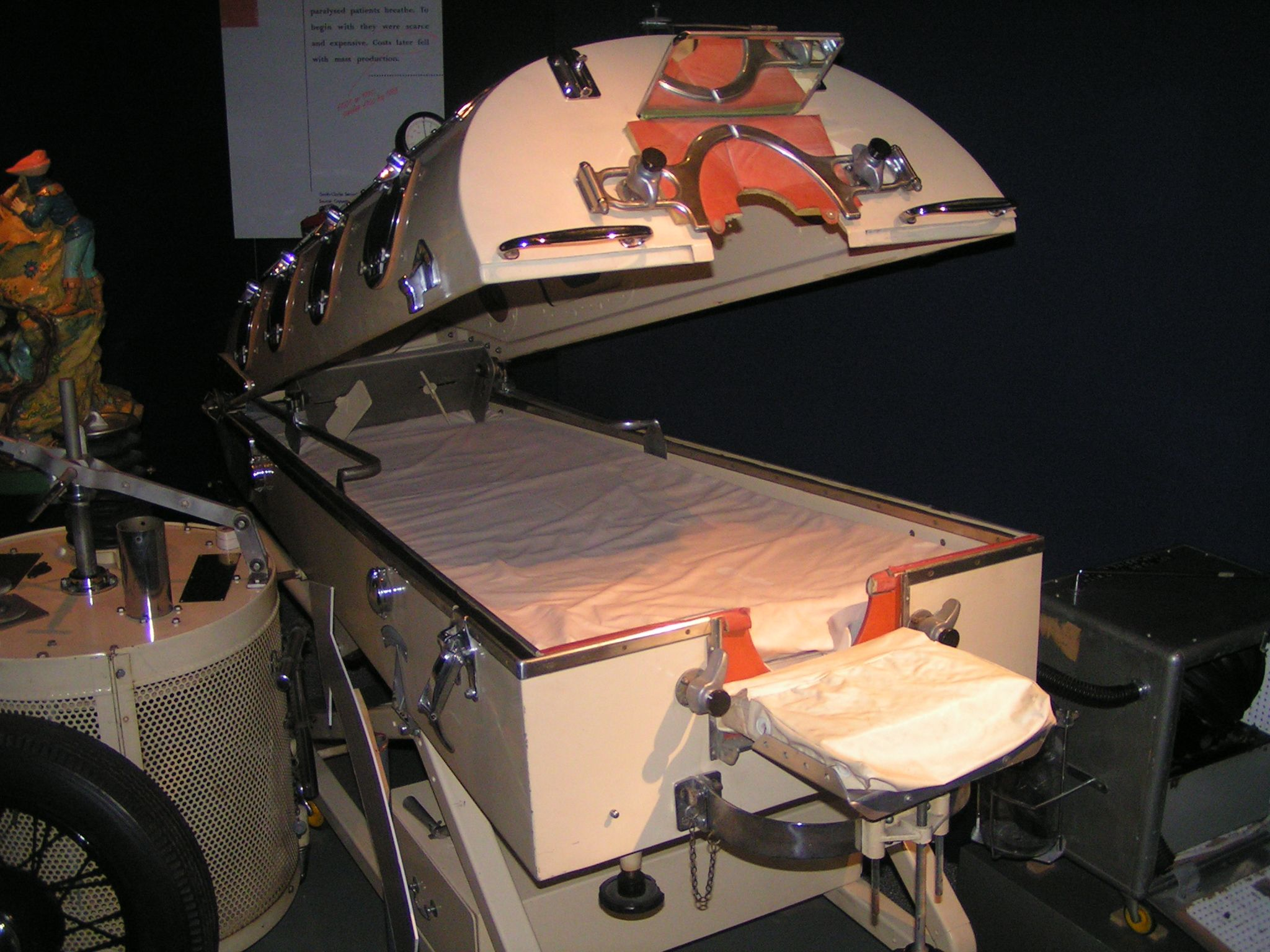
1928: Eiserne Lunge

- 1928: In der Bostoner Kinderklinik wird erstmals eine Eiserne Lunge verwendet.
- 1940: Das Schlachtflugzeug Iljuschin Il-2 absolviert nach einem Umbau seinen Erstflug unter der Bezeichnung ZKB-57. Die sowjetische Maschine entwickelt sich zu einem der meistgebauten Flugzeuge.
- 1964: Das sowjetische Raumschiff Woschod 1 startet mit den Kosmonauten Wladimir Komarow, Boris Jegorow und Konstantin Feoktistow an Bord. Es ist der erste Raumflug mit mehreren Personen.

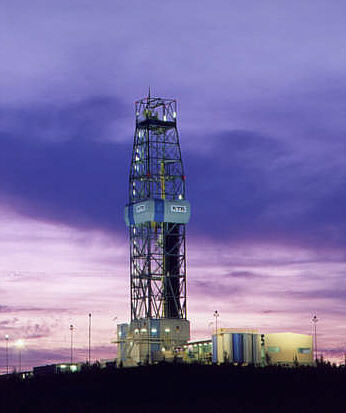
1994: Der Bohrturm bei Windischeschenbach

- 1994: Die Hauptbohrung des Kontinentalen Tiefbohrprogramms der Bundesrepublik Deutschland bei Windischeschenbach wird bei einer Tiefe von 9101 Metern beendet.
- 1994: Die US-amerikanische Raumsonde Magellan verglüht in der Venusatmosphäre.
- 2005: Der zweite bemannte Weltraumflug der Volksrepublik China, Shenzhou 6, startet. An Bord befinden sich die beiden „Taikonauten“ Fei Junlong und Nie Haisheng.

### Kultur
- 1694: Der Grundstein für ein neues Zürcher Rathaus wird bei der Limmat gelegt.
- 1737: Das musikalische Drama Lucio Papirio von Ignaz Holzbauer wird uraufgeführt.
- 1785: Die Uraufführung der Oper La grotta di Trofonio von Antonio Salieri findet am Burgtheater in Wien statt.
- 1818: Das Nationaltheater München wird eröffnet.
- 1872: Am Theater an der Wien in Wien wird die Bauernkomödie mit Gesang Die Kreuzelschreiber von Ludwig Anzengruber uraufgeführt. Die Musik stammt von Adolf Müller senior.

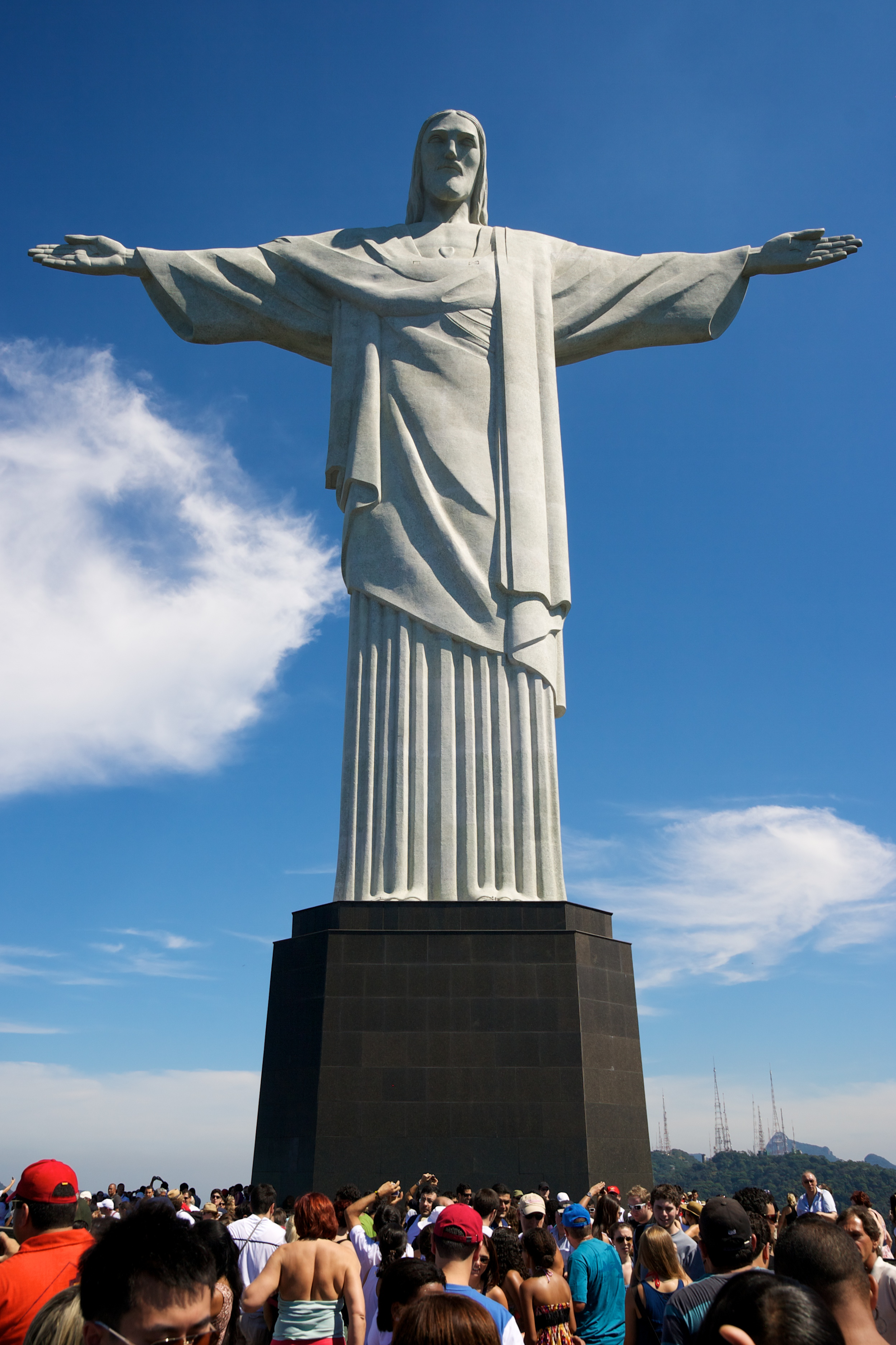
1931: Die Christusstatue auf dem Corcovado

- 1931: Die von Heitor Silva Costa entworfene Christusstatue auf dem Corcovado in Rio de Janeiro wird geweiht.
- 1946: Il Canto degli Italiani wird die inoffizielle Nationalhymne Italiens.
- 1951: An der Berliner Staatsoper läuft die Uraufführung der Oper Die Verurteilung des Lukullus von Paul Dessau mit dem Text von Bertolt Brecht.
- 1957: In Wiesbaden wird die Neufassung der Operette Hopsa von Paul Burkhard uraufgeführt.
- 1971: Das Rock-Musical Jesus Christ Superstar von Andrew Lloyd Webber mit den Liedtexten von Tim Rice wird in New York uraufgeführt.
- 1979: Mit „Die drei ??? und der Super-Papagei“ erscheint das erste Hörspiel von Die drei ??? unter dem Label Europa.
- 1981: Rudi Carrell persifliert erstmals in der ARD mit seiner Sendung Rudis Tagesshow die Tagesschau.

### Gesellschaft
- 1810: In München heiraten Therese von Sachsen-Hildburghausen und der bayerische Kronprinz Ludwig. Die Hochzeitsfeier auf der Theresienwiese endet am 17. Oktober mit einem Pferderennen, aus dessen späteren jährlichen Folgeveranstaltungen das Oktoberfest erblüht.

### Religion
- 1268: Das Kloster Neuzelle wird von Markgraf Heinrich III. gegründet.

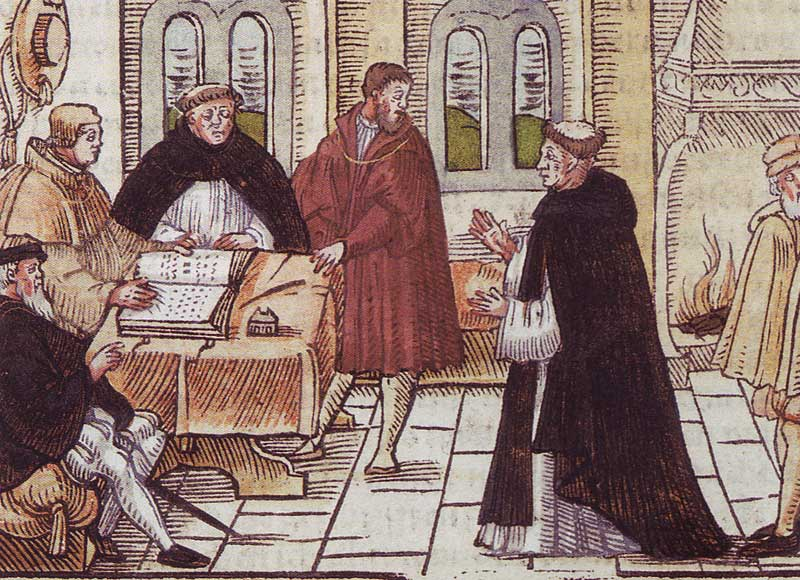
1518: Luther vor Cajetan

- 1518: In Augsburg beginnt das dreitägige Verhör Martin Luthers durch den päpstlichen Gesandten Kardinal Thomas Cajetan.
- 1932: Das Konkordat zwischen dem Heiligen Stuhl und Baden wird geschlossen.

### Katastrophen
- 1216: Bei der Überquerung des The Wash geht der Schatz des englischen Königs Johann Ohneland verloren.
- 1654: Bei der hinterher als Delfter Donnerschlag bekannt gewordenen Explosion eines Pulverlagers im niederländischen Delft sterben bis zu 1.200 Menschen und werden Tausende verletzt. Die Stadt wird verwüstet, etwa 500 Häuser werden schwer in Mitleidenschaft gezogen.
- 1979: Mit einem Kerndruck von 870 Hektopascal und einem Durchmesser von 2200 Kilometern entwickelt der Taifun Tip die größte je beobachtete Intensität eines tropischen Wirbelsturms.
- 1992: In Ägypten kommen 553 Menschen bei einem Erdbeben der Stärke 5,9 ums Leben.

Kleinere Unglücksfälle sind in den Unterartikeln von Katastrophe und in der Liste von Katastrophen aufgeführt.

### Sport
- 1902: Die österreichische Fußballnationalmannschaft bestreitet gegen Ungarn ihr erstes offizielles Länderspiel und gewinnt mit 5:0. Es handelt sich zugleich um das erste Länderspiel auf dem europäischen Kontinent.
- 1909: Der Fußballverein Coritiba FC wird gegründet.
- 1924: Das Stadion Brügglifeld in Aarau wird eröffnet
- 1968: In Mexiko-Stadt beginnen die XIX. Olympischen Sommerspiele.
- 2003: Die deutsche Fußballnationalmannschaft der Frauen gewinnt in Los Angeles die Weltmeisterschaft mit einem 2:1 nach Golden Goal über das schwedische Team. Das Siegtor köpft Nia Künzer in der 98. Minute.

Einträge von Leichtathletik-Weltrekorden befinden sich unter der jeweiligen Disziplin unter Leichtathletik.

## Geboren

### Vor dem 18. Jahrhundert
- 1008: Go-Ichijo, Kaiser von Japan
- 1350: Dmitri Donskoi, Großfürst von Moskau
- 1531: Jacques de Savoie-Nemours, Herzog von Nemours

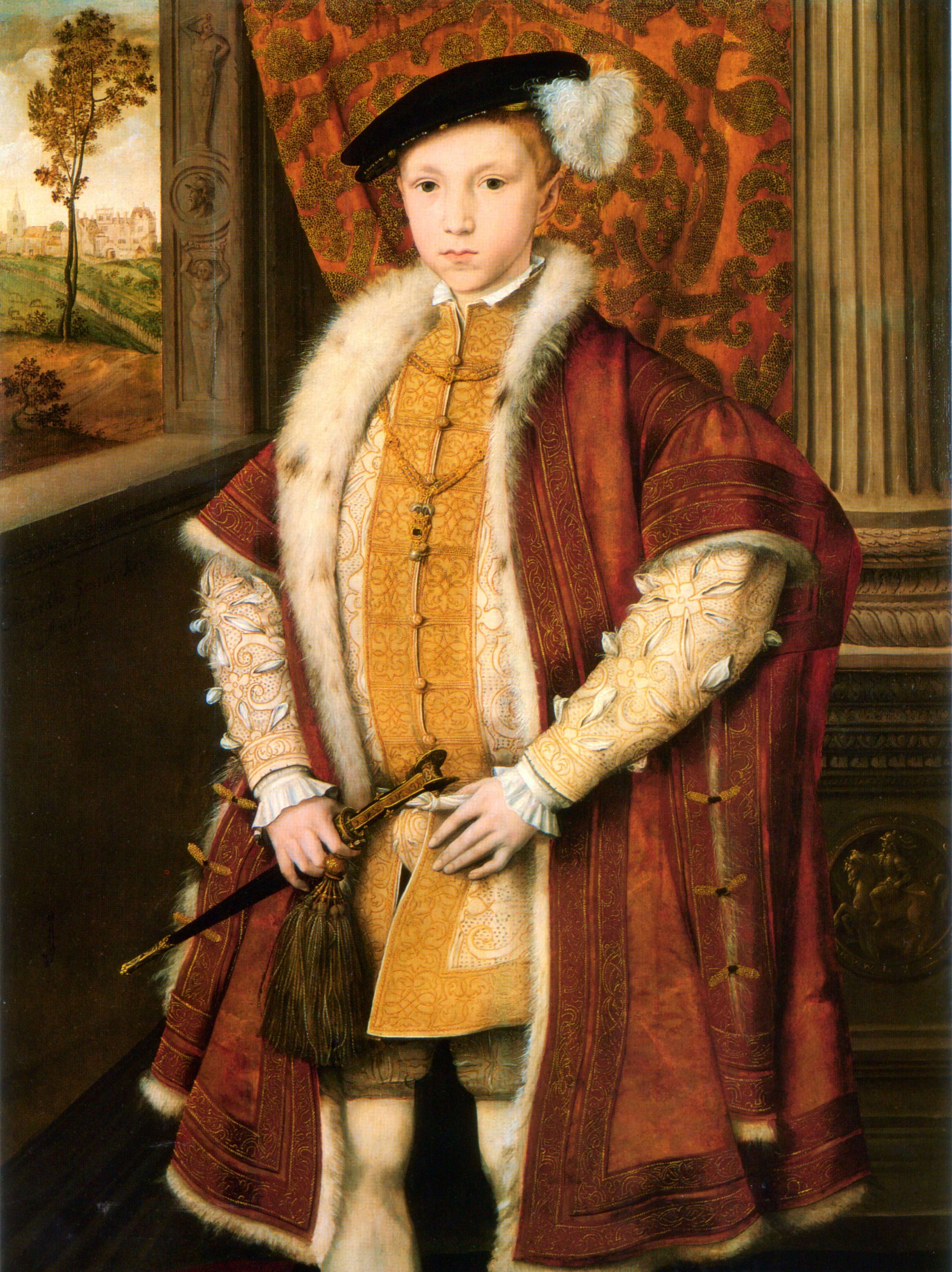
Eduard VI. (* 1537)

- 1537: Eduard VI. von England, englischer König
- 1551: Franz Hildesheim, deutscher Mediziner, Historiker und Dichter
- 1555: Peregrinus Bertie, englischer Adliger, Diplomat und General
- 1558: Maximilian III., Sohn von Maximilian II., Regent von Innerösterreich und Tirol
- 1568: Onorio Longhi, italienischer Architekt
- 1576: Thomas Dudley, englischer Gouverneur der Massachusetts Bay Colony
- 1606: Christoph Bernhard von Galen, Fürstbischof von Münster
- 1649: Hans Georg Asam, deutscher Kirchenmaler
- 1628: Wilhelm Christoph von Baden, Domherr
- 1672: Albrecht Meno Verpoorten deutscher Pädagoge und lutherischer Theologe
- 1678: Christoph Pyl, deutscher Pädagoge und Historiker
- 1682: Georg Anton Gumpp, österreichischer Baumeister
- 1685: Ishida Baigan, japanischer Gelehrter und Philosoph
- 1687: Silvius Leopold Weiss, deutscher Lautenist und Komponist

### 18. Jahrhundert
- 1707: Johann Gottfried Hermann, deutscher Theologe
- 1710: Jonathan Trumbull senior, US-amerikanischer Politiker, Gouverneur von Connecticut
- 1717: Georg Friedrich Baermann, deutscher Mathematiker
- 1724: Samuel Hood, 1. Viscount Hood, britischer Admiral
- 1730: Hannah Lightfoot, britische Quäkerin, angeblich die legitime Ehefrau von Georg III.
- 1736: Karl Friedrich Paelike, deutscher Jurist und Hochschullehrer
- 1745: Heinrich Michael Hebenstreit, deutscher Jurist und Rechtshistoriker
- 1753: Carl Ludolf Bernhard von Arnim, preußischer Regierungspräsident
- 1758: Theodorus Bailey, US-amerikanischer Politiker
- 1758: Georges de Rougemont, Schweizer Jurist und Politiker
- 1759: Bruno Franz Leopold Liebermann, deutscher Theologe
- 1761: Aloys Schreiber, deutscher Lehrer und Professor der Ästhetik, Hofhistoriker, Schriftsteller und Reisebuchautor
- 1762: Jan Willem Janssens, Gouverneur der Kapkolonie und Generalgouverneur von Niederländisch-Indien
- 1770: James Findlay, US-amerikanischer Politiker
- 1773: Detlev von Einsiedel, sächsischer Staatsmann
- 1775: Ludovico Micara, italienischer Kardinal
- 1777: Hans Heinrich Wilhelm Arendt, Autor und Verleger
- 1780: Ferdinando Quaglia, italienischer Miniaturmaler
- 1782: Christian Getzner, österreichischer Unternehmer
- 1784: Pietro Anderloni, italienischer Kupferstecher
- 1787: Carl Barth, deutscher Zeichner und Kupferstecher
- 1792: Nils Gustaf Nordenskiöld, finnischer Mineraloge, Geologe und Chemiker
- 1798: Peter IV., König von Portugal und (als Peter I.) Kaiser von Brasilien
- 1800: Eugen von Puttkamer, deutscher Jurist

### 19. Jahrhundert

#### 1801–1850
- 1801: Friedrich Frey-Herosé, Schweizer Unternehmer, Offizier und Politiker
- 1801: Carl August von Steinheil, deutscher Physiker, Astronom, Optiker und Unternehmer
- 1802: Hermann Anschütz, deutscher Maler
- 1809: Friedrich Ferdinand Löwe, deutscher Schriftsteller, Bibliothekar und Übersetzer
- 1809: Johann Leonhard Appold, deutscher Kupfer- und Stahlstecher
- 1810: Uno Cygnaeus, finnischer Kleriker und Pädagoge
- 1812: Otto von Corvin, deutscher Schriftsteller (Der Pfaffenspiegel)
- 1812: Ascanio Sobrero, italienischer Chemiker
- 1813: Eduard Klischnigg, britisch-österreichischer Artist

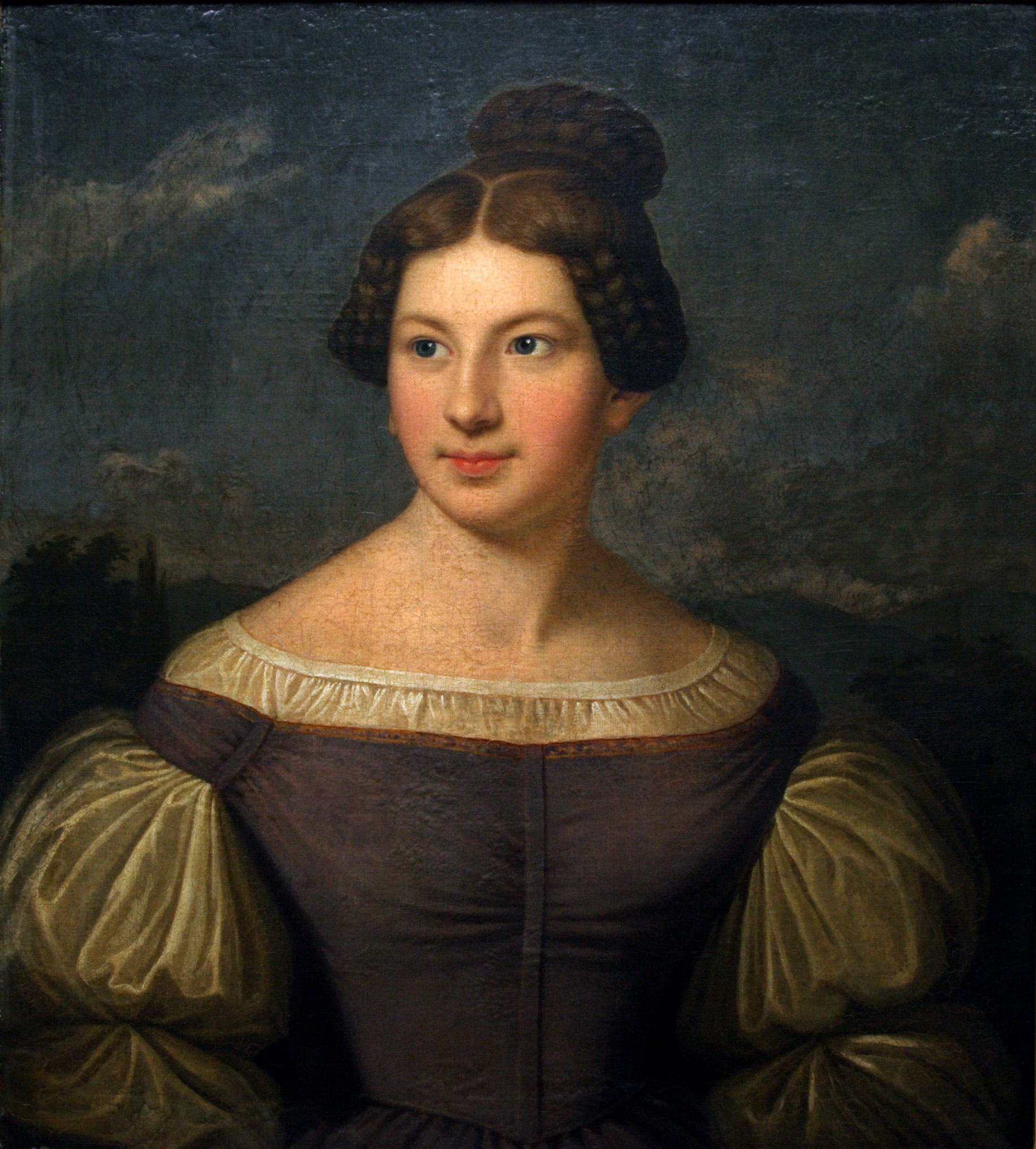
Marianne Rhodius (* 1814)

- 1814: Marianne Rhodius, deutsche Stifterin und Philanthropin
- 1817: Bernhard Maximilian Lersch, deutscher Arzt, Balneologe und Naturwissenschaftler
- 1828ː Marie von Roskowska, deutsche Schriftstellerin und Jugendbuchautorin
- 1830: Henry Axel Bueck, deutscher Politiker
- 1834: Lotte Mende, deutsche Schauspielerin
- 1834: Amalia del Pilar von Spanien, spanische Infantin
- 1835: Friedrich Julius Neumann, deutscher Nationalökonom
- 1837: Hippolyte Gomot, französischer Politiker
- 1837: Preston B. Plumb, US-amerikanischer Politiker
- 1840: Luigi Bodio, italienischer Statistiker

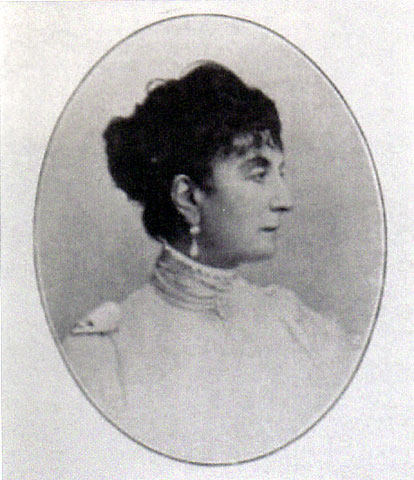
Ersilia Caetani-Lovatelli (* 1840)

- 1840: Ersilia Caetani-Lovatelli, italienische Klassische Archäologin
- 1840: Helena Modrzejewska, polnische Schauspielerin
- 1841: Léon Herpin, französischer Maler
- 1842: Adolf Marschall von Bieberstein, deutscher Politiker
- 1844: George Washington Cable, US-amerikanischer Schriftsteller
- 1849: Robert Müser, deutscher Bergbauunternehmer
- 1850: Pellegrino Matteucci, italienischer Afrikareisender

#### 1851–1900

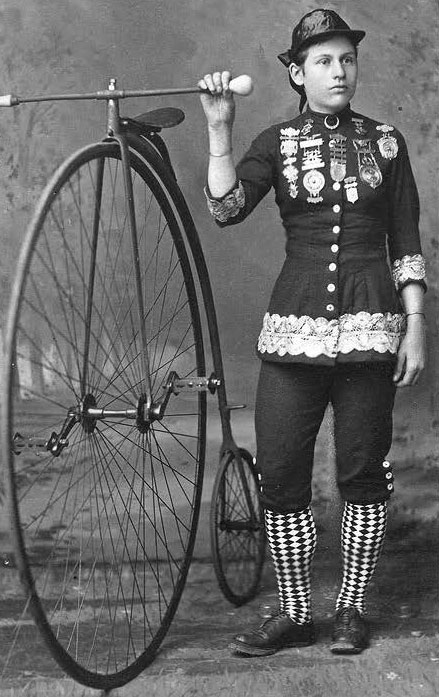
Louise Armaindo (* 1857)

- 1851: Hermann Fischer, deutscher Germanist
- 1853: Henry Settegast, deutscher Wissenschaftler
- 1855: Arthur Nikisch, ungarischer Dirigent
- 1855: August Sauer, österreichischer Literaturwissenschaftler
- 1856: Henry F. Lippitt, US-amerikanischer Politiker
- 1857ː Louise Armaindo, kanadische Radrennfahrerin und Zirkusartistin
- 1857: Frieda von Bülow, deutsche Schriftstellerin
- 1857: Wilhelm Fabricius, deutscher Bibliothekar und Historiker
- 1860: John G. Sargent, US-amerikanischer Jurist und Politiker
- 1860: Elmer Ambrose Sperry, US-amerikanischer Erfinder und Geschäftsmann
- 1861: Johannes Luther, deutscher Germanist
- 1862: Theodor Boveri, deutscher Zoologe
- 1862: Ferdinand Pfohl, deutscher Musikkritiker und Komponist
- 1863: Hedwig Hoffmann, deutsche Politikerin
- 1863: Charles Hose, britischer Zoologe und Ethnologe
- 1864: Hugo Visscher, niederländischer Kirchenhistoriker, reformierter Theologe und Politiker

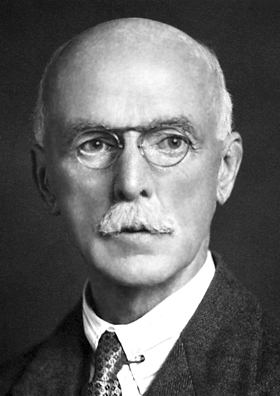
Arthur Harden (* 1865)

- 1865: Arthur Harden, britischer Biochemiker, Nobelpreisträger
- 1865: Anton Kolm, österreichischer Filmpionier, Regisseur, Produzent
- 1866: Ramsay MacDonald, britischer Politiker, Regierungschef
- 1866: Johannes Sassenbach, deutscher Gewerkschafter
- 1867: Max Kurzweil, österreichischer Maler und Grafiker
- 1868: August Horch, deutscher Maschinenbauingenieur, Gründer von Horch und Audi
- 1869: Kinoshita Naoe, japanischer Schriftsteller und Journalist
- 1872: Ralph Vaughan Williams, britischer Komponist und Dirigent
- 1873: Siegfried Guggenheim, deutscher Anwalt und Kunstsammler
- 1873: Nadežda Petrović, serbische Malerin
- 1873: Federico Tedeschini, italienischer Kardinal
- 1874: Abraham Brill, US-amerikanischer Psychiater
- 1874: Anna Stemmermann, deutsche Pädagogin und Medizinerin
- 1875: Aleister Crowley, britischer Okkultist
- 1877: Howard M. Gore, US-amerikanischer Politiker
- 1878: Karl Buresch, österreichischer Politiker
- 1878: Achille Philip, französischer Organist und Komponist
- 1879: Friedrich Andreae, deutscher Historiker
- 1880: Louis Hémon, französischer Schriftsteller
- 1880: Healey Willan, kanadischer Komponist und Organist, Chorleiter und Musikpädagoge
- 1881: Viktor Kafka, österreichischer Bakteriologe
- 1881: Carlos López Buchardo, argentinischer Komponist, Pianist und Musikpädagoge
- 1882: Harry Liedtke, deutscher Schauspieler
- 1882: Hermann Wolfgang von Waltershausen, deutscher Komponist, Dirigent, Musikpädagoge und Musikschriftsteller
- 1883: Johann Studnicka, österreichischer Fußballspieler
- 1884: Jock Rutherford, englischer Fußballspieler
- 1886: Wanda Achsel, deutsche Opernsängerin
- 1886: Albert Chamberland, kanadischer Violinist und Komponist
- 1886: Paula Deppe, deutsche Malerin und Grafikerin
- 1887: Fritz Eichler, österreichischer Archäologe
- 1887: Betty Fischer, österreichische Operettensopranistin
- 1887: Paula von Preradović, österreichische Schriftstellerin
- 1888: Clara Schulte, deutsche Schriftstellerin
- 1889: Alma Karlin, österreichisch-jugoslawische Journalistin und Reiseschriftstellerin
- 1889: Hans von Arnim, deutscher Beamter, Kirchenfunktionär und Autor
- 1889: Perle Mesta, US-amerikanische Diplomatin
- 1889: Victor Potel, US-amerikanischer Schauspieler
- 1890: Luís de Freitas Branco, portugiesischer Komponist und Musikwissenschaftler
- 1890: František Cejnar, tschechoslowakischer Fußballschiedsrichter
- 1891: Konoe Fumimaro, japanischer Regierungschef
- 1891: Edith Stein, deutsche Philosophin und Nonne, Opfer des Nationalsozialismus
- 1892: Hubert Ney, deutscher Rechtsanwalt und Politiker, Ministerpräsident des Saarlandes
- 1893: Grete Csaki-Copony, deutsche Malerin, Zeichnerin und Lyrikerin
- 1893: George Hodgson, kanadischer Schwimmer
- 1893: Matthias Joseph Mehs, deutscher Politiker und Heimatschriftsteller
- 1893: Páll Ísólfsson, isländischer Komponist, Organist, Lehrer und Dirigent
- 1894: Agnès Humbert, französische Kunsthistorikerin und Mitglied der Résistance
- 1894: Margaretha von Plessen, deutsche Malerin
- 1895: Henrik Herse, deutscher Landwirt, Arbeiter, Offizier der SS und Waffen-SS, Dramaturg und Schriftsteller
- 1896: Eugenio Montale, italienischer Schriftsteller, Nobelpreisträger
- 1896: Paulette Nardal, französische Schriftstellerin und Journalistin
- 1897: Otto Montag, deutscher Fußballspieler
- 1899: Buchela, deutsche Wahrsagerin
- 1899: Hanna Stirnemann, erste Museumsdirektorin Deutschlands
- 1899: Josef Eichner, deutscher Politiker, MdB
- 1900: Júlio Botelho Moniz, portugiesischer General

### 20. Jahrhundert

#### 1901–1925

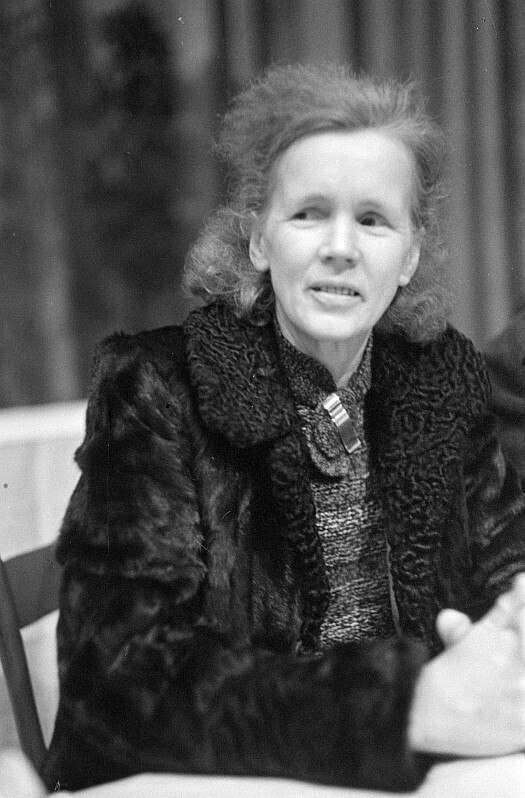
Änne Saefkow (* 1902)

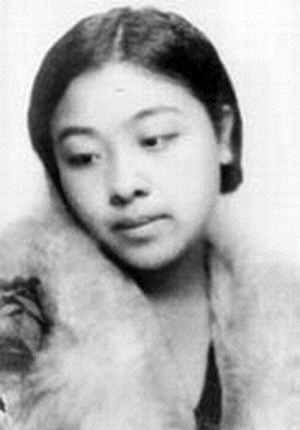
Ding Ling (* 1904)

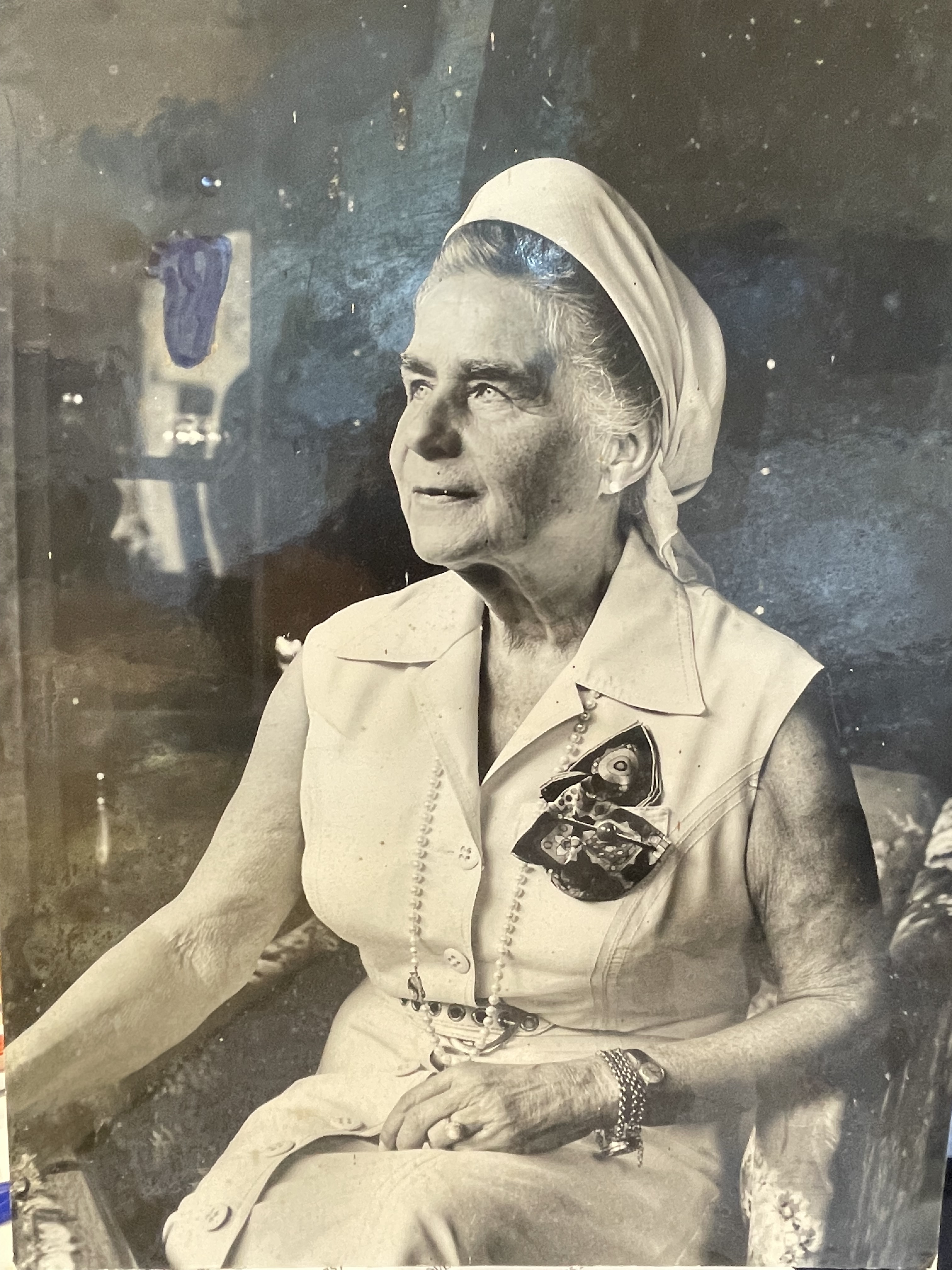
Wisa von Westphalen (* 1910)

- 1901: Felix Edward Hébert, US-amerikanischer Politiker
- 1901: Hanns Seidel, deutscher Politiker, MdL, Landesminister, Ministerpräsident Bayerns
- 1902: James Archey, US-amerikanischer Posaunist und Bandleader
- 1902: Pavel Reiman, tschechischer Schriftsteller und Literaturhistoriker
- 1902: Änne Saefkow, deutsche Politikerin und Widerstandskämpferin
- 1902: Max Suhrbier, deutscher Politiker
- 1902: Peng Zhen, chinesischer Politiker
- 1903: Serge Brignoni, Schweizer Maler
- 1903: Dutch Holland, US-amerikanischer Baseballspieler
- 1903: Max Huggler, Schweizer Kunsthistoriker
- 1903: Walter Jurmann, österreichischer Komponist
- 1903: Hans Wilhelm Viereck, deutscher Pflanzensammler
- 1904: Ding Ling, chinesische Schriftstellerin
- 1905: Joseph Kosma, ungarisch-französischer Komponist
- 1905: Friedrich Steffens, deutscher Politiker
- 1906: Harry Frommermann, deutscher Sänger
- 1906: Anderl Heckmair, deutscher Alpinist und Bergführer
- 1906: Elise Riesel, österreichische Sprachwissenschaftlerin
- 1906: Vieno Sukselainen, finnischer Politiker
- 1906: Julio Tahier, argentinischer Autor und Regisseur
- 1906: Piero Taruffi, italienischer Motorrad- und Automobilrennfahrer
- 1907: Wolfgang Fortner, deutscher Komponist
- 1907: Rudolf Raschka, deutscher Ingenieur und Politiker
- 1908: Ann Petry, US-amerikanische Schriftstellerin
- 1908: Heinrich Wilper, deutscher Politiker, MdB
- 1909: Dorothy Livesay, kanadische Lyrikerin
- 1910: Frederick Fyvie Bruce, britischer Theologe und Neutestamentler
- 1910: Norbert Glanzberg, österreichisch-deutscher Komponist und Pianist
- 1910: Ilse Schneider, deutsche Kunsterzieherin und Malerin
- 1910: Wisa von Westphalen, deutsche Kunstmalerin
- 1910: Erwin Wicker, deutscher General
- 1911: Louis de Guiringaud, französischer Politiker
- 1911: Bruno Liebrucks, deutscher Philosoph
- 1911: Maribel Vinson, US-amerikanische Eiskunstläuferin
- 1912: Edward Hidalgo, US-amerikanischer Jurist und Politiker
- 1912: Toña la Negra, mexikanische Sängerin
- 1913: Gerda Boenke, deutsche Arbeiterin und Kritikerin des nationalsozialistischen Regimes
- 1913: Pierre de Schryder, kommunistischer Widerstandskämpfer
- 1913: Josefine Hawelka, österreichische Gastronomin
- 1915: Carlos Lillo, chilenischer Boxer
- 1916: Wilhelm Muster, österreichischer Schriftsteller und literarischer Übersetzer
- 1917: Tage Flisberg, schwedischer Tischtennisspieler
- 1917: T. G. Jones, walisischer Fußballspieler
- 1917: Roque Máspoli, uruguayischer Fußballspieler und -trainer
- 1917: Helen Tappan, US-amerikanische Mikropaläontologin und Foraminiferen-Forscherin
- 1918: Frank Armi, US-amerikanischer Automobilrennfahrer
- 1918: Sid Avery, US-amerikanischer Fotograf
- 1919: André Casanova, französischer Komponist
- 1919: Gerhard Kienbaum, deutscher Unternehmensgründer und Politiker, Landesminister, MdL, MdB
- 1919: Wanda Makuch-Korulska, polnische Neurologin
- 1919: Doris Miller, afroamerikanischer Schiffskoch
- 1920: Herbert Beckert, deutscher Mathematiker
- 1920: Alice Childress, US-amerikanische Dramatikerin, Schauspielerin und Schriftstellerin
- 1920: Nelly Fonseca, peruanische Dichterin
- 1920: Béla Lajta, ungarischer Architekt
- 1921: Jaroslav Drobný, tschechoslowakischer Tennis- und Eishockeyspieler
- 1922: Trude Dothan, israelische Archäologin
- 1923: Moritz-Casimir zu Bentheim-Tecklenburg, deutscher Diplom-Forstwirt und Unternehmer
- 1923: Fernando Sabino, brasilianischer Schriftsteller und Journalist
- 1923: Longino Soto Pacheco, costa-ricanischer Mediziner, Fußballfunktionär und Politiker
- 1924: Doris Grau, US-amerikanische Schauspielerin
- 1924: Hubert Trimmel, österreichischer Geologe und Höhlenforscher
- 1925ː Lottie Brunn, deutsche Jongleurin
- 1925: Elmar Hillebrand, deutscher Bildhauer

#### 1926–1950
- 1926: Fabio De Agostini, italienischer Drehbuchautor und Filmregisseur
- 1926: Hidehiko Matsumoto, japanischer Jazzmusiker und Schauspieler
- 1926: Eliška Misáková, tschechoslowakische Kunstturnerin
- 1926: César Pelli, argentinischer Architekt
- 1926: Fred Rubi, Schweizer Skirennfahrer und Politiker
- 1926: Nikita Pawlowitsch Simonjan, ehemaliger russischer Fußballspieler und -trainer armenischer Herkunft
- 1927: Horst Rudolf Abe, deutscher Medizinhistoriker
- 1927: Wolfgang Kullmann, deutscher Gräzist
- 1929: Sven Hotz, Schweizer Unternehmer und Mäzen
- 1930: Ennio Guarnieri, italienischer Kameramann
- 1930: Gerd W. Heyse, deutscher Aphoristiker
- 1930: Jens Martin Knudsen, dänischer Astrophysiker
- 1930: Raoul Pleskow, US-amerikanischer Komponist und Musikpädagoge
- 1930: Peter Spälti, Schweizer Politiker und Manager
- 1930: Alicia Urreta, mexikanische Komponistin
- 1931: Ole-Johan Dahl, norwegischer Informatiker
- 1931: Thomas Nicholls, britischer Boxer
- 1932: Ned Jarrett, US-amerikanischer Automobilrennfahrer
- 1932: Heinz Schneider, deutscher Tischtennisspieler
- 1932: Adele Stolte, deutsche Sopranistin
- 1933: Guido Molinari, kanadischer Maler und Grafiker
- 1933: Mike Salmon, britischer Automobilrennfahrer
- 1934: Oğuz Atay, türkischer Schriftsteller
- 1934: Richard Meier, US-amerikanischer Architekt
- 1934: Klaus Offerhaus, deutscher Jurist
- 1934: Gregorio Perez Companc, argentinischer Unternehmer
- 1934: Jochen Petersdorf, deutscher Satiriker und Schriftsteller
- 1935: Pascale Audret, französische Schauspielerin
- 1935: Sakari Paasonen, finnischer Sportschütze
- 1935: Luciano Pavarotti, italienischer Sänger
- 1936: Inge Brück, deutsche Sängerin und Schauspielerin
- 1936: Malcolm Haines, britischer Plasmaphysiker
- 1936: Peter Lodynski, österreichischer Schauspieler, Kabarettist und Autor
- 1936: Frederick Nnabuenyi Ugonna, nigerianischer Linguist und Literaturwissenschaftler
- 1937: Salah Baouendi, tunesisch-amerikanischer Mathematiker
- 1937: Paul Hawkins, australischer Automobilrennfahrer
- 1937: Ingeborg Maus, deutsche Politologin
- 1938: Anne Perry, britische Schriftstellerin
- 1938: Helga Schlack, deutsche Schauspielerin
- 1938: Larry Scott, US-amerikanischer Bodybuilder
- 1939: Vladimír Körner, tschechischer Drehbuchautor, Dramaturg und Schriftsteller
- 1939: Carolee Schneemann, US-amerikanische Künstlerin
- 1940: Anton Fischhaber, deutscher Automobilrennfahrer
- 1940: Woldetensaé Ghebreghiorghis, äthiopischer Bischof
- 1940: Fares Maakaroun, libanesischer Geistlicher und Bischof der Melkiten in Brasilien
- 1940: Silvano Tomasi, italienischer Erzbischof und Kardinal
- 1941: André Gahinet, französischer Automobilrennfahrer
- 1942: Daliah Lavi, israelische Filmschauspielerin und Sängerin
- 1942: Magnus Schädler, liechtensteinischer Rennrodler
- 1943: Elisabeth Altmann, deutsche Politikerin, MdB
- 1943: Odd Einar Dørum, norwegischer Politiker
- 1943: Jakob Kuhn, Schweizer Fußballspieler und -trainer
- 1943: Peter Ostermeyer, deutscher Schachmeister
- 1943: Heinrich Pachl, deutscher Kabarettist, Schauspieler, Autor und Filmemacher
- 1943: Bertil Roos, schwedischer Automobilrennfahrer
- 1944: Abdülkadir Aksu, türkischer Politiker
- 1944: Dragutin Čermak, jugoslawischer Basketballspieler und -trainer
- 1944: Ton Koopman, niederländischer Dirigent, Organist und Cembalist
- 1944: Heide Maria Pfarr, deutsche Juristin und Politikerin
- 1944: Volker Schumpelick, deutscher Mediziner
- 1945: Wolfram Berger, österreichischer Schauspieler
- 1945: Volker Duschner, deutscher Fechtsportler und Lehrer
- 1945: Claude Lemesle, französischer Textdichter
- 1945: Dusty Rhodes, US-amerikanischer Wrestler
- 1946: Christian Debias, französischer Automobilrennfahrer
- 1947: Helmut Losch, deutscher Gewichtheber
- 1948: Fritz Behrens, deutscher Politiker, Innenminister von Nordrhein-Westfalen
- 1948: Jack Dolbin, US-amerikanischer American-Football-Spieler
- 1948: Rick Parfitt, britischer Musiker
- 1949: Roland Mack, deutscher Unternehmer
- 1949: Ilich Ramírez Sánchez, venezolanischer Terrorist (Carlos)
- 1949: René Savary, Schweizer Radrennfahrer
- 1950: Susan Anton, US-amerikanische Sängerin und Filmschauspielerin
- 1950: Roland Asch, deutscher Motorsportler
- 1950: Horst Friedrich, deutscher Politiker, MdB
- 1950: Andrzej Mitan, polnischer Sänger, Komponist, Konzept- und Videokünstler, Lyriker, Kunstveranstalter und -verleger
- 1950: Gualberto do Rosário, kapverdischer Politiker

#### 1951–1975
- 1951: Obert Mpfofu, simbabwischer Politiker, Minister
- 1951: Imelda Wiguna, indonesische Badmintonspielerin
- 1952: Norbert Loh, deutscher Journalist und Autor
- 1952: Danielle Proulx, kanadische Schauspielerin
- 1953: Daniel Louis, kanadischer Filmproduzent
- 1954: Agbéyomé Messan Kodjo, togoischer Politiker, Premierminister
- 1955: Jan Einar Aas, norwegischer Fußballspieler
- 1955: Ante Gotovina, kroatischer General
- 1955: Brigitte Lahaie, französische Schauspielerin, Pornodarstellerin und Schriftstellerin
- 1956: Mark Dismore, US-amerikanischer Automobilrennfahrer
- 1956: Gabriele Frechen, deutsche Politikerin
- 1957: Annik Honoré, belgische Journalistin und Konzertveranstalterin
- 1958: Steve Austria, US-amerikanischer Politiker
- 1959: Beate Peters, deutsche Leichtathletin
- 1960: Jürgen Fleck, deutscher Schachspieler
- 1960: Karsten Heinz, deutscher Handballtrainer und Handballtorwart
- 1960: Mark Jensen, kanadischer Rennrodler

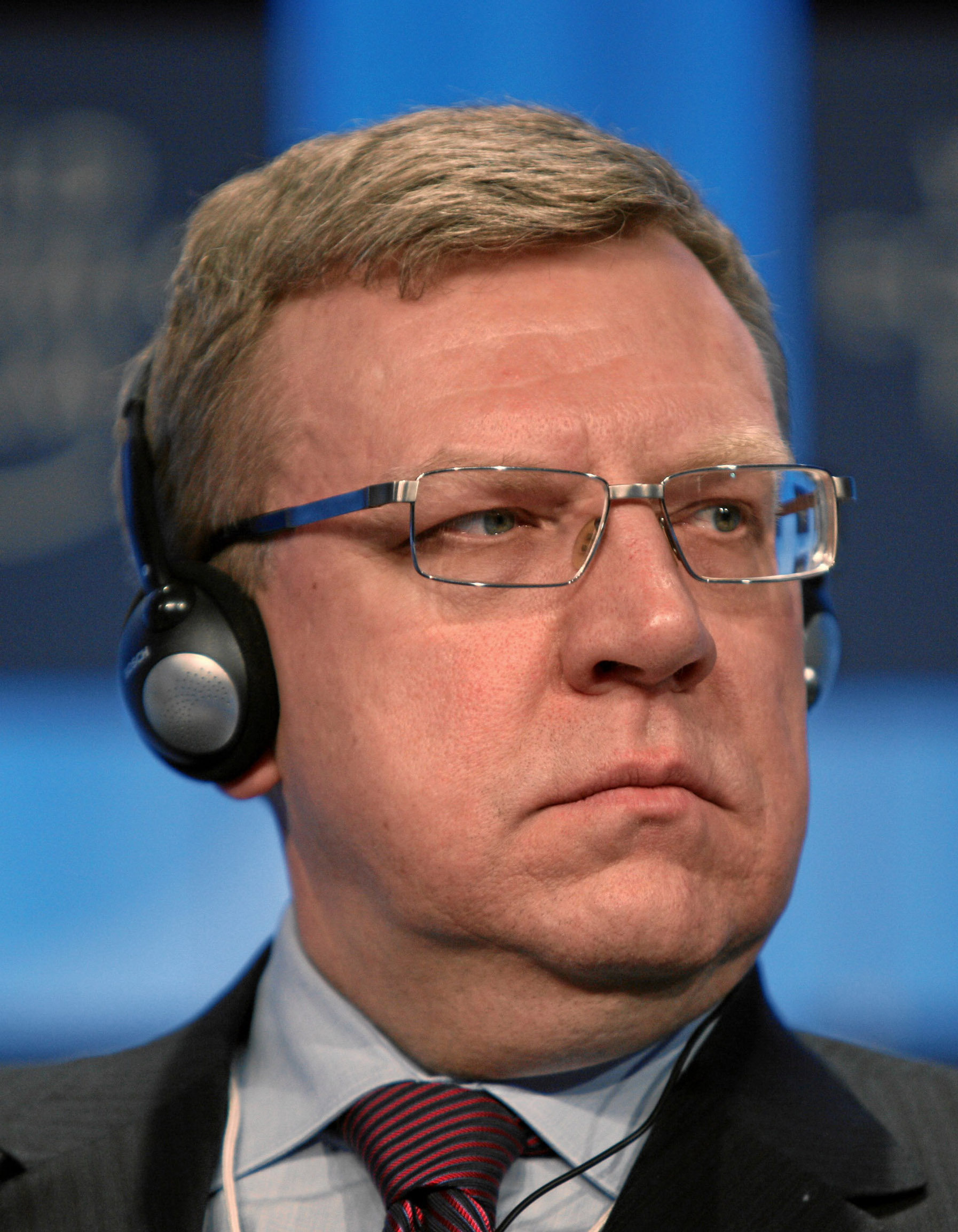
Alexei Kudrin (* 1960)

- 1960: Alexei Kudrin, russischer Politiker
- 1961: Alfred Heer, Schweizer Politiker
- 1961: Malik Mansurov, aserbaidschanischer Tarspieler und Musikpädagoge
- 1961: Marianne Wagner, deutsche Leichtathletin
- 1962: Carlos Bernard, US-amerikanischer Schauspieler
- 1962: Chris Botti, US-amerikanischer Jazz-Trompeter
- 1962: Branko Crvenkovski, mazedonischer Staatspräsident
- 1962: Bashkim Fino, albanischer Ökonom und Politiker
- 1962: Aminata Touré, senegalesische Menschenrechtsaktivistin, Premierministerin des Senegal
- 1963: Raimond Aumann, deutscher Fußballspieler
- 1963: Martin Klapper, tschechischer Musiker und Multimediakünstler
- 1963: Satoshi Kon, japanischer Drehbuchautor und Filmregisseur
- 1964: Urs Remond, Schweizer Schauspieler und Regisseur
- 1964: Siggi Mueller, deutscher Filmkomponist, Fotograf, Keyboarder, Akkordeonist und Pianist
- 1965: Anja Niedringhaus, deutsche Fotojournalistin
- 1965: Dan Abnett, britischer Autor
- 1965: Henry Akinwande, nigerianisch-britischer Schwergewichtsboxer
- 1965: Liv-Benedicte Bjørneboe, norwegische Organistin, Komponistin und Kantorin
- 1965: Klaus Escher, deutscher Politiker, Bundesvorsitzender
- 1966: Gundi Eberhard, deutsche Schauspielerin und Synchronsprecherin
- 1966: Amanda Forsyth, kanadische Cellistin
- 1966: Rhona Martin, schottische Curlerin, Olympiasiegerin
- 1966: Roberto Néstor Sensini, argentinischer Fußballspieler und -trainer
- 1967: Saara Kuugongelwa-Amadhila, namibische Politikerin, Premierministerin von Namibia
- 1967: Harald Schrott, österreichischer Schauspieler
- 1967: Susanne Munk Wilbek, dänische Handballspielerin
- 1968: Bill Auberlen, US-amerikanischer Automobilrennfahrer
- 1968: Peter Gentzel, schwedischer Handballer

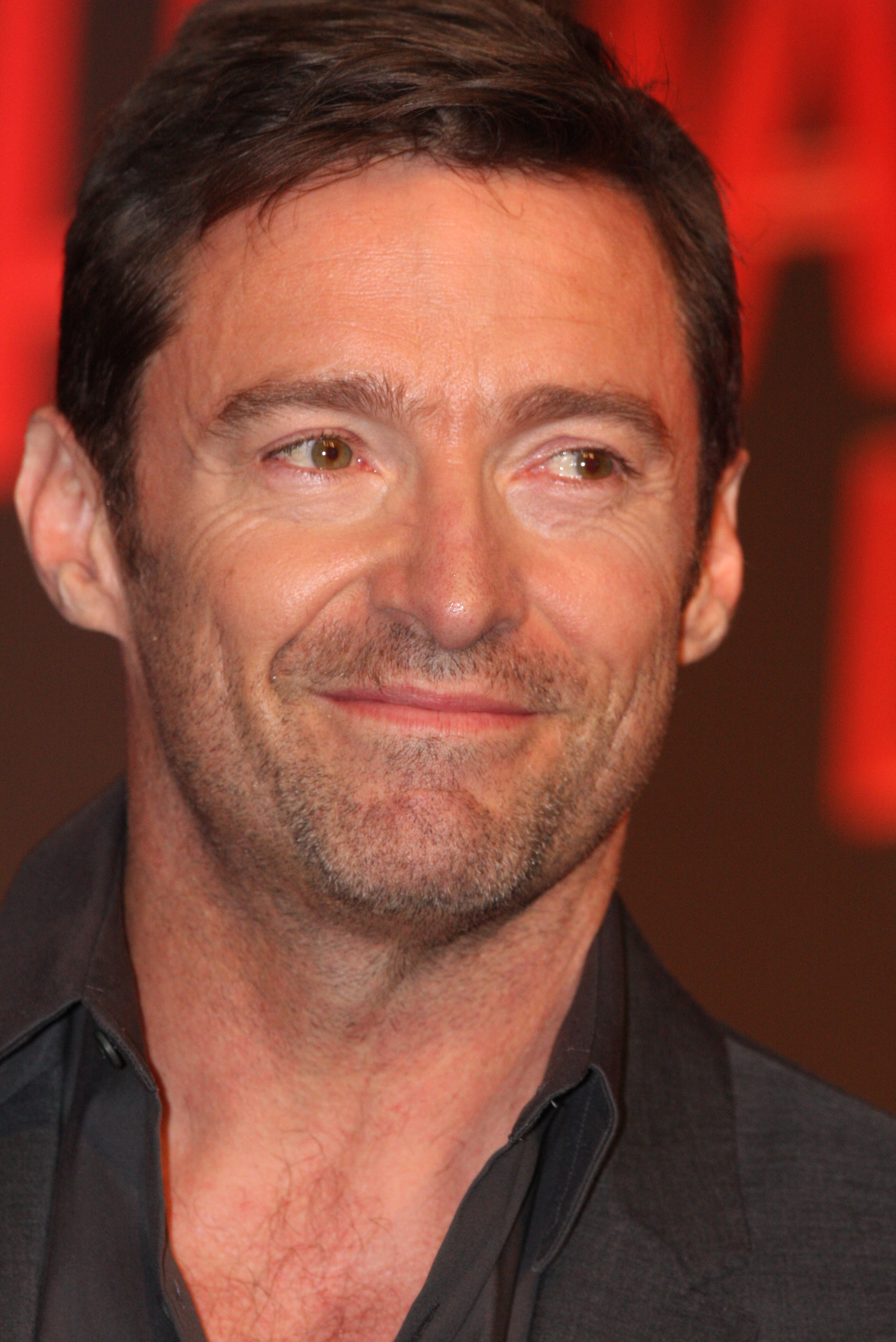
Hugh Jackman (* 1968)

- 1968: Hugh Jackman, australischer Schauspieler
- 1968: Sophie von Kessel, deutsche Schauspielerin
- 1969ː Martie Maguire, US-amerikanische Musikerin
- 1969: Željko Milinović, slowenischer Fußballspieler
- 1969: Olaf Renn, deutscher Fußballspieler
- 1969: Kenta Shimamura, japanischer Automobilrennfahrer
- 1970: Kai Agthe, deutscher Schriftsteller
- 1970: Julian Andretti, US-amerikanischer Pornodarsteller
- 1970: Kirk Cameron, US-amerikanischer Schauspieler
- 1970: Sven Nagel, deutscher Comedian und Autor
- 1970: Charlie Ward, US-amerikanischer Basketball- und American-Football-Spieler
- 1972: Indika Dodangoda, sri-lankischer Snookerspieler
- 1972: Sönke Möhring, deutscher Schauspieler
- 1972: Marcus Rhode, US-amerikanischer Boxer
- 1972: Gregor Rutz, Schweizer Politiker
- 1973: Martin Corry, englischer Rugbyspieler
- 1973: Patrick Harzig, deutscher Schauspieler
- 1974: Lascelles Brown, kanadisch-jamaikanischer Bobsportler
- 1974: René Frank, deutscher Komponist und Autor
- 1974: Ebru Gündeş, türkische Musikerin
- 1974: Lucas Arnold Ker, argentinischer Tennisspieler
- 1974: Stephen Lee, englischer Snookerspieler
- 1974: Marie Wilson, kanadisch-griechische Schauspielerin
- 1975: Marion Jones, US-amerikanische Leichtathletin
- 1975: Jorane, kanadische Musikerin

#### 1976–2000
- 1976: Nils Bokelberg, deutscher Sänger, Fernseh- und Radiomoderator
- 1976: Mario Grossniklaus, Schweizer Fernsehmoderator
- 1976: Raúl Guerrón, ecuadorianischer Fußballspieler
- 1976: Susanne Langhans, deutsche Fernsehmoderatorin
- 1976: Lauri Lassila, finnischer Freestyle-Skier
- 1977: Jessica Barker, kanadische Schauspielerin
- 1977: Bode Miller, US-amerikanischer Ski-Rennläufer
- 1977: Markus Schmidt, österreichischer Fußballspieler
- 1978: Stefan Binder, deutscher Fußballspieler
- 1978: Baden Cooke, australischer Radrennfahrer
- 1978: Georg Hettich, deutscher Wintersportler
- 1978: Konstrakta, serbische Sängerin und Songwriterin
- 1979: Jelena Erić, serbische Handballspielerin und -funktionärin
- 1979: Philipp Schoch, Schweizer Snowboarder
- 1980: Nadseja Astaptschuk, weißrussische Leichtathletin
- 1980: Ledley King, englischer Fußballspieler
- 1980: Graciete Santana, brasilianischer Marathonläuferin
- 1981: Shola Ameobi, englischer Fußballspieler
- 1981: Jonas Gabler, deutscher Politikwissenschaftler
- 1982: Alexander Arekejew, russischer Radrennfahrer
- 1982: Andreas Waldmeier, Schweizer Skilangläufer7
- 1982: Jana Kurucová, slowakische Opernsängerin
- 1983: Alex Brosque, australischer Fußballspieler
- 1983: Joyce Ilg, deutsche Schauspielerin
- 1983: Paulo Batista Nsimba, angolanischer Fußballspieler
- 1984: Jon Pult, Schweizer Politiker
- 1985: Philipp Schenk, österreichischer Fußballspieler
- 1986: Sebastian Baumgart, deutscher Schauspieler und Sänger
- 1986: Marian Kindermann, deutscher Schauspieler
- 1986: Erik Mohs, deutscher Radrennfahrer
- 1986: Michael Woods, kanadischer Radrennfahrer
- 1987: Besian Idrizaj, österreichischer Fußballspieler
- 1988: Flore Bonaventura, französische Schauspielerin
- 1988: Jules Cluzel, französischer Motorradrennfahrer
- 1988: Glenn Nyberg, schwedischer Fußballschiedsrichter
- 1988: Jan Washausen, deutscher Fußballspieler
- 1991: Vinny Fountain, britischer Biathlet
- 1991: Thiemo Storz, deutscher Automobilrennfahrer
- 1992: Zombey, deutscher Webvideoproduzent
- 1992: Josh Hutcherson, US-amerikanischer Schauspieler
- 1993: Luís Felipe Derani, brasilianischer Automobilrennfahrer
- 1994: Ivana Bulatović, montenegrinische Skirennläuferin
- 1995: Nathan Van Hooydonck, belgischer Radrennfahrer
- 1995: Yan Zibei, chinesischer Schwimmer
- 1996: Verena Gasslitter, italienische Skirennläuferin
- 1999: Jens Petter Hauge, norwegischer Fußballspieler
- 1999: Marie Hinze, deutsche Synchronsprecherin
- 2000: Maksim Fomin, litauischer Biathlet
- 2000: Roberto Massimo, deutsch-italienischer Fußballspieler

### 21. Jahrhundert
- 2001: Raymond Ochoa, US-amerikanischer Schauspieler und Synchronsprecher
- 2002: Johanna Singer, deutschsprachige Schauspielerin
- 2003: James Pearce Jr., US-amerikanischer American-Football-Spieler
- 2003: Marvin Siebdrath, deutscher Motorradrennfahrer
- 2004: Darci Lynne Farmer, US-amerikanische Bauchrednerin und Sängerin, Gewinnerin von America’s Got Talent 2017

## Gestorben

### Vor dem 16. Jahrhundert
- 0633: Edwin, König von Northumbria
- 0638: Honorius I., Papst
- 0642: Johannes IV., Papst
- 1095: Leopold II., Markgraf von Österreich
- 1161: Heinrich V., Herzog von Kärnten
- 1170: Adolf II. von Berg, Graf von Berg
- 1176: William d’Aubigny, 1. Earl of Arundel, englischer Adeliger
- 1257: Mathilde von Courtenay, Gräfin von Nevers, Auxerre und Tonnerre
- 1296: Bernhard von Kamenz, Bischof von Meißen
- 1299: Johann II., Herr zu Mecklenburg
- 1320: Michael IX., byzantinischer Mitkaiser
- 1343: Rainald II., Herzog von Geldern
- 1365: Beatrix von Sizilien-Aragon, Prinzessin von Sizilien-Aragon und Pfalzgräfin bei Rhein
- 1394: Johann Sobieslaus von Luxemburg-Mähren, Bischof von Leitomischl und Patriarch von Aquileja

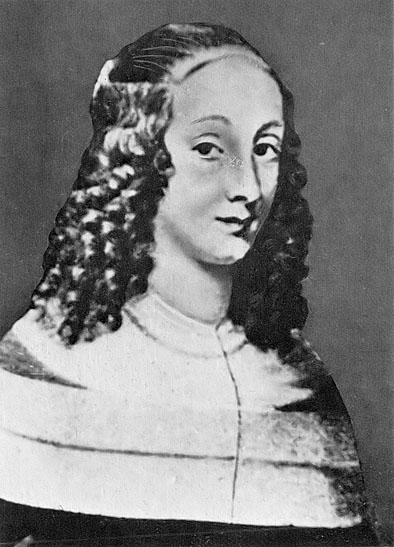
Agnes Bernauer († 1435)

- 1435: Agnes Bernauer, Geliebte Herzog Albrechts III. von Bayern
- 1492: Piero della Francesca, italienischer Kunsttheoretiker und Mathematiker

### 16. bis 18. Jahrhundert
- 1501: Matteo Civitali, italienischer Maler, Bildhauer und Militäringenieur
- 1504: Johann Corvinus, Graf von Hunyadi, Ban von Kroatien und Slawonien sowie Herzog von Slawonien, Troppau, Leobschütz, Glogau und Liptau
- 1565: Jean Ribault, französischer Seefahrer und Karibik-Pirat

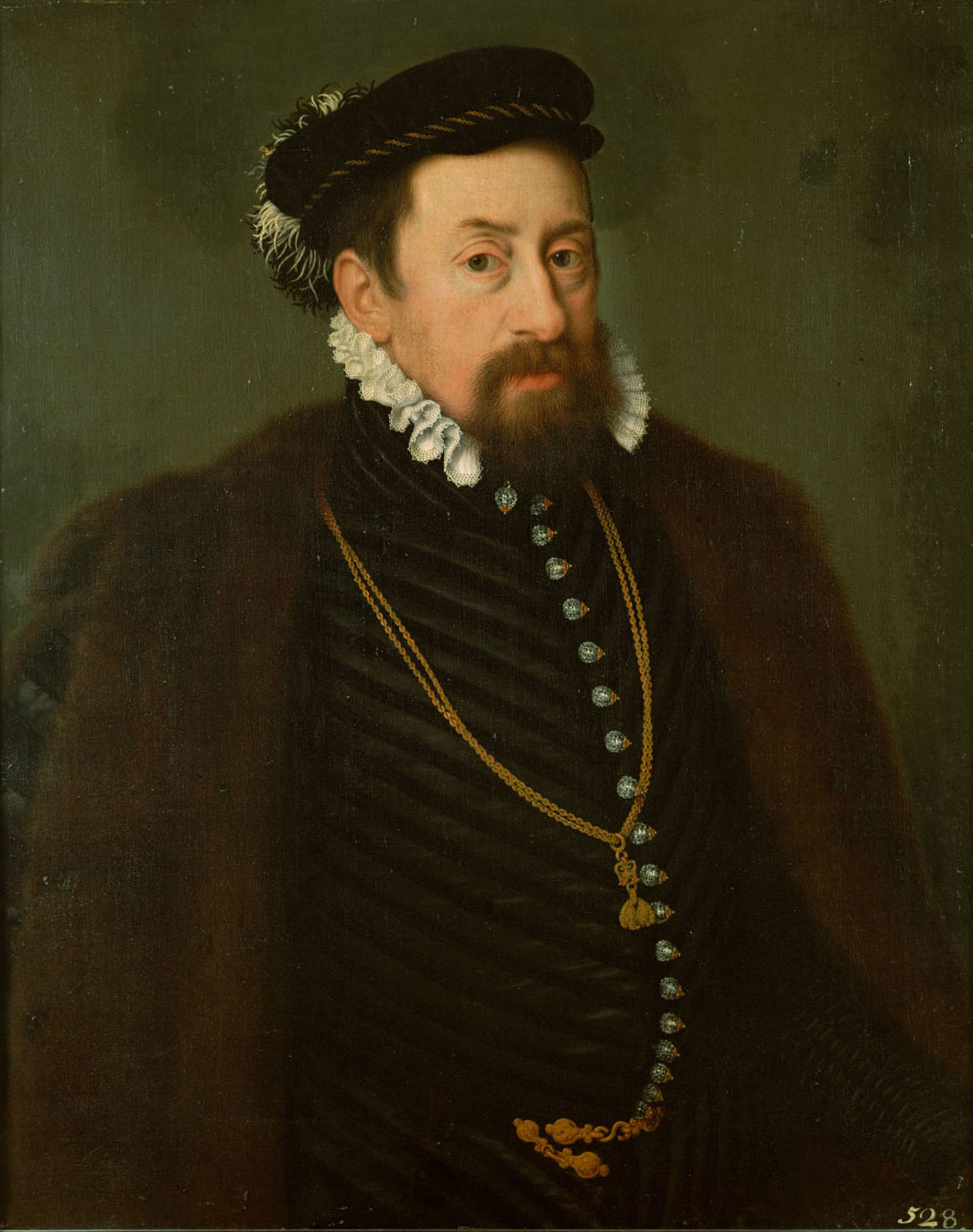
Maximilian II. († 1576)

- 1576: Maximilian II., Kaiser des Heiligen Römischen Reiches
- 1576: Adam Neuser, deutscher Theologe
- 1579: Sokollu Mehmed Pascha, osmanischer Befehlshaber und Großwesir
- 1588: Lampert Distelmeyer, kurfürstlicher Kanzler der Mark Brandenburg
- 1590: Kanō Eitoku, japanischer Maler
- 1600: Luis de Molina, spanischer Theologe
- 1618: Jakob Rem, in Bayern tätiger katholischer Priester und Jugendseelsorger
- 1620: Ursula von Sachsen-Lauenburg, Herzogin von Braunschweig-Dannenberg
- 1644: Otto Heinrich Fugger, kurbayrischer Heerführer im Dreißigjährigen Krieg
- 1647: Joseph Bergaigne, Erzbischof von Cambrai und Politiker in spanischen Diensten
- 1654: Carel Fabritius, niederländischer Maler
- 1657: Johann Pöpping, Lübecker Ratsherr
- 1666: Theodor Graswinckel, niederländischer Jurist
- 1670: James Thynne, englischer Adeliger und Politiker
- 1678: Pieter Codde, niederländischer Maler
- 1682: Jean Picard, französischer Astronom und Geodät
- 1685: Christoph Ignaz Abele, österreichischer Rechtsgelehrter und Hofbeamter
- 1691: Hannibal von Degenfeld, schwäbischer Heerführer
- 1692: Giovanni Battista Vitali, italienischer Violonist, Sänger und Komponist
- 1694: Charles Boyle, 3. Viscount Dungarvan, englischer Adliger und Politiker
- 1697: John Ravenscroft, englischer Komponist und Violinist
- 1704: Hieronymus von Dorne, Lübecker Bürgermeister
- 1704: Jacques-Henri de Durfort, duc de Duras, Marschall von Frankreich
- 1730: Friedrich IV., König von Dänemark und Norwegen
- 1734: Simon Henrich Adolph zur Lippe, Landesherr der Grafschaft Lippe
- 1740: Joachim Friedrich von Flemming, kursächsischer Kammerherr, General der Kavallerie und Gouverneur von Leipzig
- 1744: Peter Cornelius Beyweg, Weihbischof in Speyer
- 1746: Augustin Friedrich Walther, deutscher Arzt, Anatom und Botaniker
- 1750: Angelo Ragazzi, italienischer Komponist und Violinist
- 1753: Friedrich Detlov Gustav von Averdieck, preußischer Beamter
- 1753: Danvers Osborn, 3. Baronet, britischer Adeliger
- 1760: Johann Friedrich Stoy, deutscher Theologe
- 1769: Johann Christian Ernesti, deutscher Theologe
- 1771: Anton Gogeisl, deutscher Jesuit und China-Missionar
- 1791: Anna Luise Karsch, deutsche Dichterin

### 19. Jahrhundert
- 1810: Johann Absolon, böhmischer Musiker
- 1825: Franz Joseph Müller von Reichenstein, österreichischer Naturwissenschaftler
- 1829: Jean-Baptiste Regnault, französischer Maler
- 1831: Carl Johann August Peter Pogge, deutscher Landwirt und Agrarschriftsteller
- 1837: Rosalie Wagner, deutsche Theaterschauspielerin
- 1844: Claude Tillier, französischer Schriftsteller

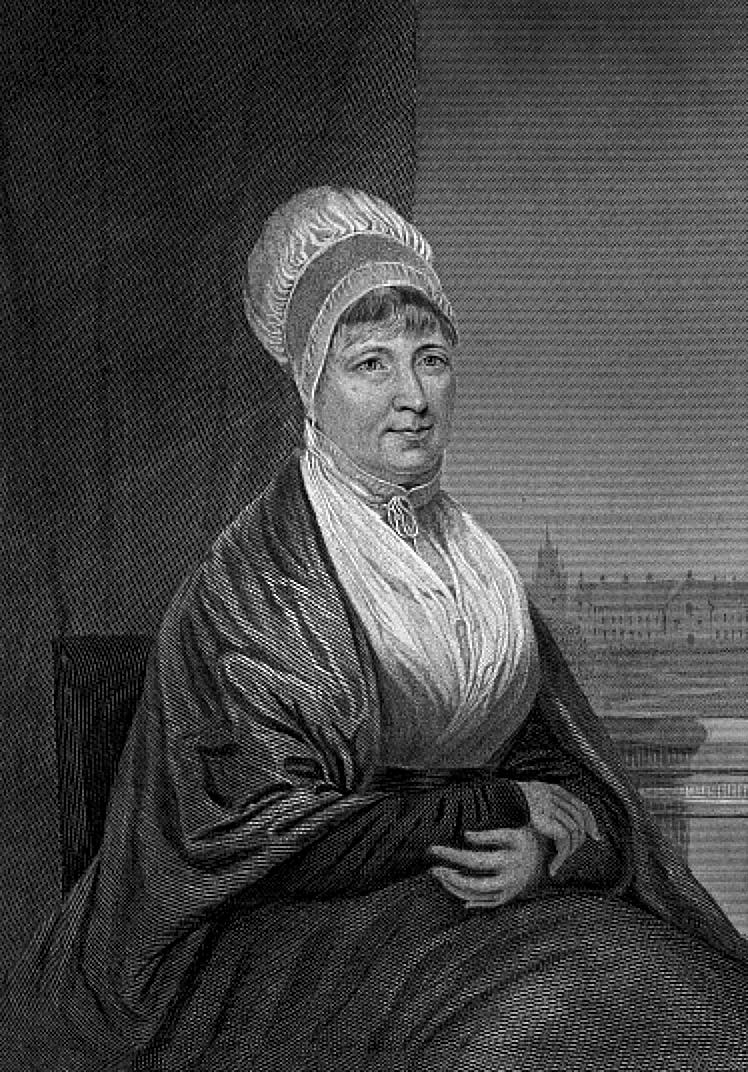
Elizabeth Fry († 1845)

- 1845: Elizabeth Fry, britische Reformerin des Gefängniswesens
- 1850: Pedro de Sousa Holstein, portugiesischer Politiker und Militär
- 1856: Richárd Guyon, General
- 1858: Utagawa Hiroshige, japanischer Maler und Grafiker
- 1861: Christian Wurm, deutscher Gymnasiallehrer, Schriftsteller, Philologe und Lexikograf
- 1865: Samuel Marot, deutscher Theologe
- 1866: Diederich Franz Leonhard von Schlechtendal, deutscher Botaniker
- 1866: Karlmann Tangl, österreichischer Altphilologe und Historiker
- 1867: Franz Xaver Haimerl, österreichischer Jurist und Hochschullehrer
- 1869: Pjotr Fjodorowitsch Anjou, russischer Polarforscher und Admiral

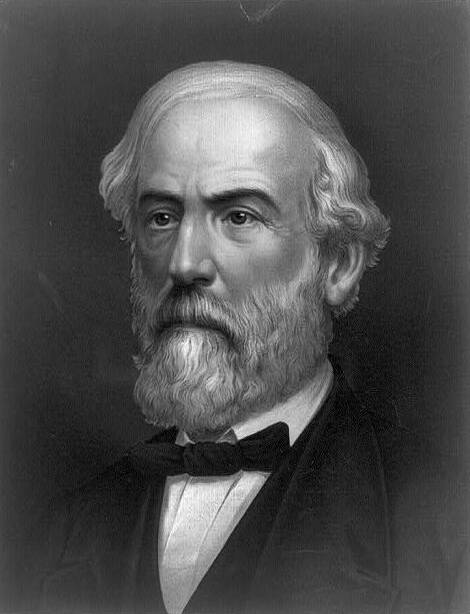
Robert E. Lee († 1870)

- 1870: Robert E. Lee, US-amerikanischer Offizier, Oberbefehlshaber der Konföderierten
- 1882: Adolf Eybel, deutscher Maler
- 1887ː Dinah Craik, englische Schriftstellerin
- 1890: William Young Sellar, britischer Altphilologe
- 1891: Hobart B. Bigelow, US-amerikanischer Politiker
- 1891: Friedrich Feustel, deutscher Bankier, Politiker und Förderer der Bayreuther Festspiele
- 1895: Isaac Wolffson, deutscher Politiker und Jurist
- 1899: Oskar Baumann, österreichischer Afrikaforscher

### 20. Jahrhundert

#### 1901–1950
- 1901: Georg Kaibel, deutscher Altphilologe
- 1902: Otto Schramm, deutscher Gastronom
- 1904: Engelbert Lanz, österreichischer Komponist und Musikpädagoge
- 1909: Carl Hilty, Schweizer Staatsrechtler
- 1912: Karoline von Arnim, deutsche Schriftstellerin
- 1912: Otto Krümmel, deutscher Geograph
- 1915: Edith Cavell, britische Krankenschwester
- 1918: Pierre Gailhard, französischer Opernbassist
- 1918: Émile Guimet, französischer Industrieller und Forschungsreisender
- 1918: William F. Hooley, US-amerikanischer Sänger
- 1921: Philander C. Knox, US-amerikanischer Politiker
- 1923: Charles Rothschild, britischer Bankier, Entomologe und Naturschützer
- 1924: Anatole France, französischer Schriftsteller, Nobelpreisträger
- 1926: Edwin Abbott Abbott, britischer Theologe und Schriftsteller
- 1927: Miguel R. Dávila, Präsident von Honduras
- 1927: Benjamin Daydon Jackson, britischer Botaniker
- 1933: Otto Eggerstedt, deutscher Politiker
- 1934: Michael O’Shaughnessy, irischstämmiger Bauingenieur und Stadtplaner von San Francisco
- 1934: Anna Winistörfer-Ruepp, Schweizer Lehrerin, Zeitungsgründerin, Redakteurin und Frauenrechtlerin
- 1937: Georg Wünschmann, deutscher Architekt
- 1940: Luis Fontés, britischer Automobilrennfahrer und Flieger
- 1940: Tom Mix, eigentlich Thomas Hezikiah Mix, US-amerikanischer Filmschauspieler, Regisseur und Filmproduzent
- 1941: Harry M. Daugherty, US-amerikanischer Jurist und Justizminister
- 1942: Édouard Nanny, französischer Kontrabassist und Komponist
- 1943: Willi Graf, deutscher Student, Mitglied der Widerstandsgruppe Weiße Rose
- 1943: Max Wertheimer, deutscher Gestaltpsychologe, Mitbegründer der Gestalttheorie bzw. Gestaltpsychologie
- 1944ː Marie-Anna Jonas, deutsche Ärztin, Opfe der Shoa
- 1944: Rudolf von Marogna-Redwitz, deutscher Offizier, Widerstandskämpfer des 20. Juli 1944
- 1944: Rafael Oropesa, spanischer Musiker und Kommunist
- 1944: Alexis von Roenne, deutscher Offizier, Widerstandskämpfer
- 1946: Giuseppe Adami, italienischer Dramatiker, Librettist, Drehbuchautor und Musikkritiker
- 1946: Heinrich Freiherr von Stackelberg, deutscher Ökonom

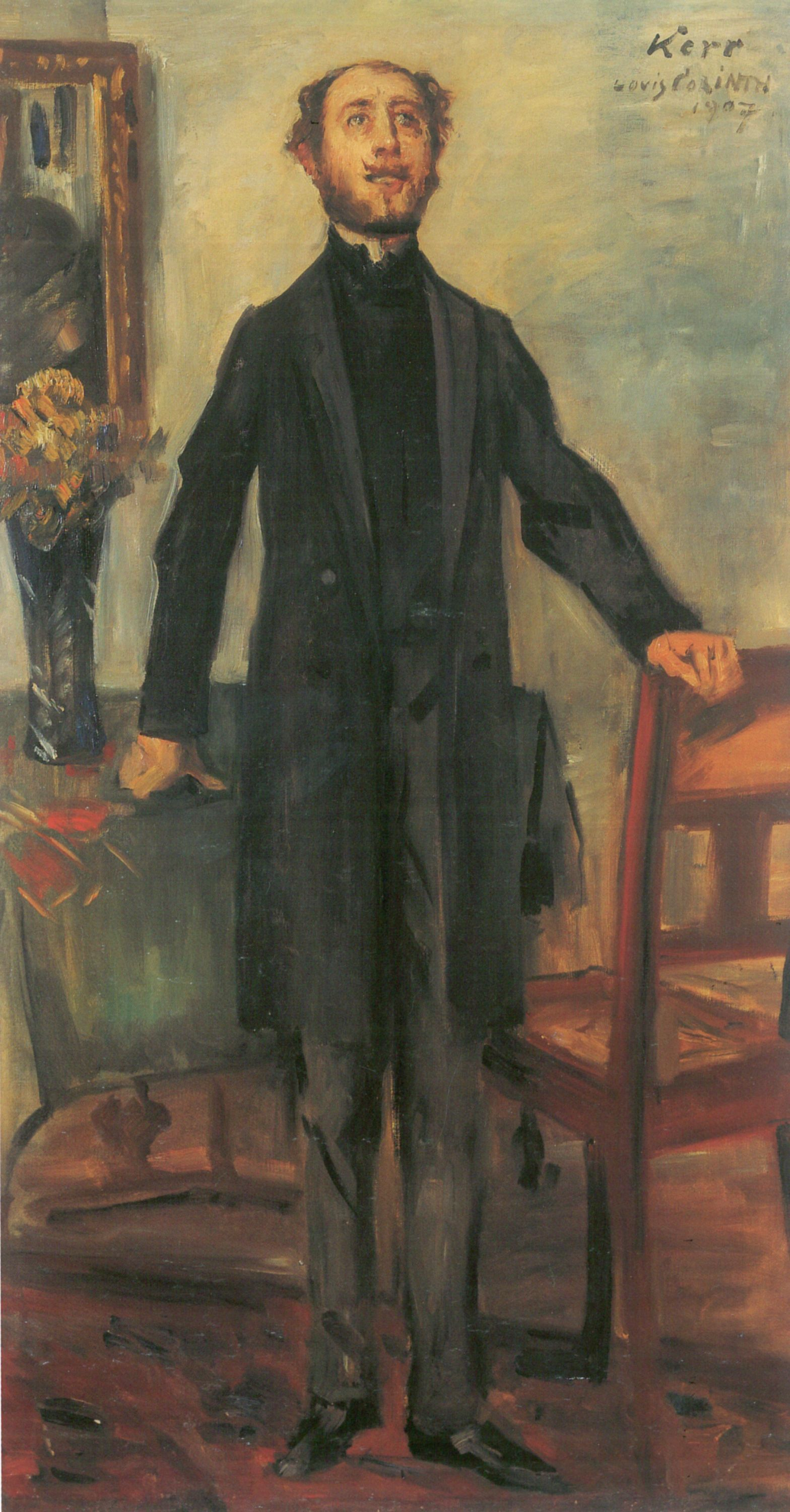
Alfred Kerr († 1948)

- 1948: Alfred Kerr, deutscher Schriftsteller, Theaterkritiker und Journalist
- 1949: Oskar Jellinek, österreichischer Schriftsteller
- 1950: Josef Pembaur jun., österreichischer Pianist und Komponist

#### 1951–2000
- 1951: Heinrich Hoffmann, deutscher evangelischer Theologe und Hochschullehrer
- 1953: Carl Ulitzka, deutscher Politiker
- 1956: Otto Bruchwitz, deutscher Pädagoge und Heimatforscher
- 1956: Anton Kern, österreichischer Bibliothekswissenschaftler
- 1957: Michael Horlacher, deutscher Politiker
- 1959: Arnolt Bronnen, österreichischer Schriftsteller
- 1959: Owen Saunders-Davies, britischer Automobilrennfahrer
- 1959: Otto Schlüter, deutscher Siedlungsgeograph
- 1960: Inejirō Asanuma, japanischer Politiker
- 1960: Hans Helmhart Auer von Herrenkirchen, deutscher Volkswirt und Hochschullehrer
- 1962: Hugo Paul, deutscher Politiker
- 1963: Karl Baur, deutscher Pilot und Ingenieur
- 1963: Jolán Földes, ungarische Schriftstellerin
- 1965: Merl Lindsay, US-amerikanischer Country-Musiker
- 1965: Paul Hermann Müller, Schweizer Chemiker, Nobelpreisträger
- 1965: Ermenegildo Strazza, italienischer Automobilrennfahrer
- 1966: Arthur Lourié, belarussisch-russischer Komponist
- 1967: Günther Blumentritt, deutscher General und Militärschriftsteller
- 1967: Karl Kraus, deutscher Organist und Musikpädagoge
- 1968: Michael A. Musmanno, US-amerikanischer Marineoffizier, Richter bei den Nürnberger Prozessen
- 1969: Sonja Henie, norwegische Eiskunstläuferin
- 1969: Serge Poliakoff, russischer Maler
- 1969: Veli Saarinen, finnischer Skilangläufer
- 1969: Carlo Speroni, italienischer Langstreckenläufer
- 1970: Noud Stempels, niederländischer Fußballspieler
- 1971: Dean Gooderham Acheson, US-amerikanischer Außenminister
- 1971: Fritz Karl Walther Achterberg, deutscher Schauspieler
- 1971: Gene Vincent, US-amerikanischer Sänger
- 1973: Peter Aufschnaiter, österreichischer Bergsteiger und Agrarwissenschaftler, Entwicklungshelfer und Kartograph
- 1973: Harry Johnston, englischer Fußballspieler
- 1974: Pink Anderson, US-amerikanischer Blues-Musiker
- 1975: Philipp Wüst, deutscher Dirigent und Komponist
- 1976: Hertha Koenig, deutsche Schriftstellerin und Lyrikerin, Salonnière
- 1976: José Rozo Contreras, kolumbianischer Komponist
- 1878: Eugen Leibfried, deutscher Landwirt und Politiker, MdL, Landesminister, MdB
- 1978: Nancy Spungen, US-amerikanische Lebensgefährtin von Sid Vicious (Sex Pistols) und Ikone der Punk-Bewegung
- 1979: Katherine Blodgett, US-amerikanische Wissenschaftlerin
- 1980: Alberto Demicheli, uruguayischer Rechtsanwalt und Politiker, Minister, Präsident
- 1983: Ove Andersson, schwedischer Fußballspieler
- 1984: Rudolf Beiswanger, deutscher Schauspieler, Hörfunksprecher und Theaterintendant
- 1984: Jesús María Sanromá, puerto-ricanischer Pianist und Musikpädagoge
- 1985: John Davis, US-amerikanischer Blues-Pianist und Sänger
- 1985: Duke Dinsmore, US-amerikanischer Automobilrennfahrer
- 1986: Eugen Batz, deutscher Maler und Fotograf
- 1987: Fahri Korutürk, türkischer Politiker
- 1987: Russ Letlow, US-amerikanischer American-Football-Spieler
- 1987: Heinz Vollmar, deutscher Fußballspieler
- 1989: Carmen Cavallaro, US-amerikanischer Musiker und Filmschauspieler
- 1990: Nagai Tatsuo, japanischer Schriftsteller
- 1991: Aline MacMahon, US-amerikanische Schauspielerin
- 1991: Taso Mathieson, britischer Automobilrennfahrer
- 1993: Leon Ames, US-amerikanischer Schauspieler
- 1995: Pierre Doukan, französischer Geiger, Komponist und Musikpädagoge
- 1996: René Lacoste, französischer Tennisspieler und Unternehmer
- 1996: Roger Lapébie, französischer Radrennfahrer
- 1997: Raúl Arellano, mexikanischer Fußballspieler

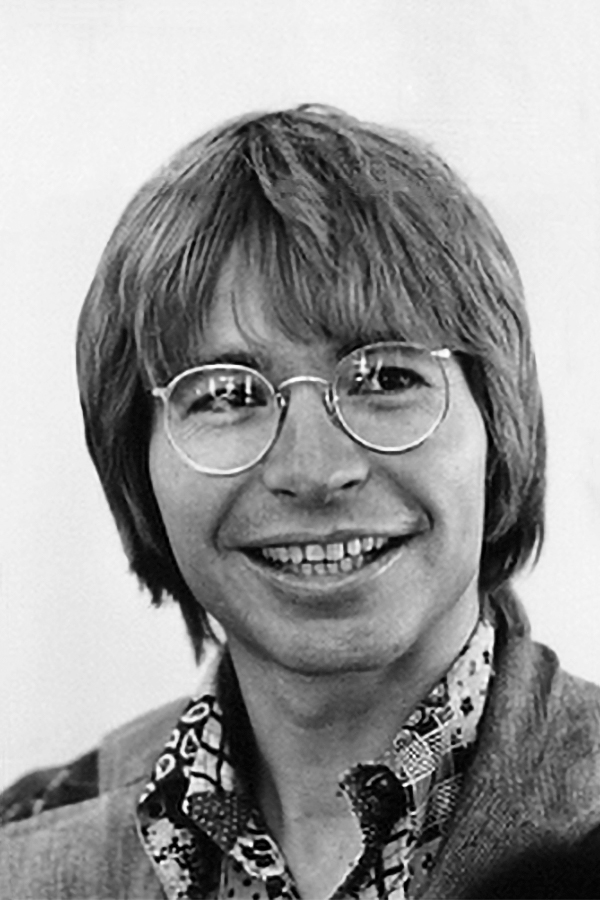
John Denver († 1997)

- 1997: John Denver, US-amerikanischer Country- und Folksänger
- 1998: Jürgen Aschoff, deutscher Biologe und Verhaltensphysiologe
- 1998: Jan Corazolla, deutscher Dirigent und Cellist
- 1998: Oldřich Flosman, tschechischer Komponist
- 1998: Bernhard Minetti, deutscher Schauspieler
- 1998: Matthew Shepard, US-amerikanisches Mordopfer
- 1999: Wilt Chamberlain, US-amerikanischer Basketballer
- 1999: Miura Ayako, japanische Schriftstellerin

### 21. Jahrhundert
- 2001: Witold Szalonek, polnischer Komponist
- 2002: Ray Conniff, US-amerikanischer Musiker und Komponist
- 2002: Audrey Mestre-Ferreras, französische Apnoetaucherin
- 2003: Daniel Paul Arulswamy, Bischof von Kumbakonam
- 2003: Clemens Menze, deutscher Erziehungswissenschaftler
- 2003: Erwin Scheuch, deutscher Soziologe
- 2005: Ghazi Kanaan, syrischer Politiker und General
- 2005: Peter Chang Bai Ren, chinesischer Bischof
- 2005: Jack White, US-amerikanischer Journalist
- 2006: Angelika Machinek, deutsche Segelfliegerin
- 2006: Gillo Pontecorvo, italienischer Filmregisseur
- 2007: Kisho Kurokawa, japanischer Architekt
- 2008: Clementine zu Castell-Rüdenhausen, BDM-Funktionärin und erste Beauftragte für das BDM-Werk „Glaube und Schönheit“
- 2009: Mildred Cohn, US-amerikanische Biochemikerin
- 2009: Brendan Mullen, britischer Nachtklubbesitzer, Musikpromoter und Autor
- 2009: Klaus-Peter Nabein, deutscher Mittel- und Langstreckenläufer
- 2009: Frank Vandenbroucke, belgischer Radrennfahrer
- 2010: Jorge Ardila Serrano, kolumbianischer Bischof
- 2010: Heinz Draehn, deutscher Schauspieler und Kabarettist
- 2011: Heinz Bennent, deutscher Schauspieler
- 2011: Dennis Ritchie, US-amerikanischer Informatiker und Programmierer
- 2012: Geraldine Mucha, britisch-tschechische Komponistin
- 2012: Harry Valérien, deutscher Sportjournalist
- 2015: Joan Leslie, US-amerikanische Schauspielerin
- 2016: Dschaber al-Bakr, syrischer Terrorverdächtiger
- 2016: Gudrun Piper, deutsche Malerin
- 2018: Pik Botha, südafrikanischer Politiker, Außenminister
- 2018: Rudy Horn, deutscher Künstler, Jongleur
- 2019: Sara Danius, schwedische Literaturwissenschaftlerin
- 2019: Miltscho Lewiew, US-amerikanischer Jazzpianist, Komponist und Arrangeur bulgarischer Herkunft
- 2019: Alphonso Williams, US-amerikanischer Sänger
- 2020: Aldo Brovarone, italienischer Automobildesigner
- 2020: Conchata Ferrell, US-amerikanische Schauspielerin
- 2020: Eduardus Nabunome, indonesischer Leichtathlet
- 2021: Raúl Baduel, venezolanischer Politiker und Militär
- 2021: Dragutin Čermak, jugoslawischer Basketballspieler und -trainer
- 2022: Lucious Jackson, US-amerikanischer Basketballspieler
- 2022: Ingmar Zeisberg-Speer, deutsche Schauspielerin und Autorin
- 2023: Alice Mabota, mosambikanische Menschenrechtsaktivistin und Vorsitzende der mosambikanischen Menschenrechtsliga
- 2023: Remei Margarit i Tayà, katalanisch-spanische Singer-Songwriterin, Erzählerin und Journalistin
- 2024ː Helga Konrad, österreichische Politikerin
- 2024: Alex Salmond, schottischer Politiker

## Feier-, Aktions- und Gedenktage
- Kirchliche Gedenktage
  - Elizabeth Fry, englische Gründerin des „Frauenvereins zur Besserung weiblicher Sträflinge“ (evangelisch, anglikanisch)
  - Hl. Felix III., ostgotischer Bischof von Rom (römisch-katholisch)
- Namenstage
  - Horst, Maximilian
- Staatliche Feier- und Gedenktage
  - Spanien, USA, Argentinien und andere lateinamerikanische Staaten (teils abweichende Bezeichnungen): Kolumbus-Tag (1492)
  - Äquatorialguinea: Unabhängigkeit von Spanien (1968)
- Aktionstage
  - Welt-Rheuma-Tag

Weitere Einträge enthält die Liste von Gedenk- und Aktionstagen.